# Vladimir Putin
Vladimir Vladimirovitch Putin (AFI: [vɫɐˈdʲimʲɪr vɫɐˈdʲimʲɪrəvʲɪtɕ ˈputʲɪn]; em russo: Влади́мир  Влади́мирович Пу́тинⓘ; nascido em Leningrado, 7 de outubro de 1952) é um político russo, ex-advogado e ex-oficial de inteligência que atua como presidente da Rússia desde 2012. Putin ocupou cargos contínuos como presidente ou primeiro-ministro desde 1999: como primeiro-ministro de 1999 a 2000 e de 2008 a 2012, e como presidente de 2000 a 2008. Ele é o líder russo ou soviético que permanece há mais tempo no poder desde Josef Stalin.
Formado em Direito pela Universidade Estatal de São Petersburgo (1975), Putin também já trabalhou como advogado. Posteriormente, atuou como oficial de inteligência estrangeira da KGB durante 16 anos, ascendendo ao posto de tenente-coronel antes de renunciar em 1991 para iniciar uma carreira política em São Petersburgo. Em 1996, mudou-se para Moscou para ingressar na administração do presidente Boris Yeltsin. Ele serviu brevemente como diretor do Serviço Federal de Segurança (FSB) e depois como secretário do Conselho de Segurança da Rússia antes de ser nomeado primeiro-ministro em agosto de 1999. Após a renúncia de Yeltsin, Putin tornou-se presidente interino e, em menos de quatro meses, foi eleito para o seu primeiro mandato como presidente. Posteriormente, foi reeleito em 2004. Devido às limitações constitucionais de dois mandatos presidenciais consecutivos, Putin serviu novamente como primeiro-ministro de 2008 a 2012 no governo de Dmitry Medvedev. Retornou à presidência em 2012, após uma eleição marcada por denúncias de fraudes e protestos, sendo reeleito em 2018. Em abril de 2021, após um referendo, ele sancionou emendas constitucionais que lhe permitiam concorrer à reeleição mais duas vezes, potencialmente estendendo sua presidência até 2036.
Durante o mandato presidencial inicial de Putin, a economia russa cresceu, em média, sete por cento ao ano, impulsionada por reformas económicas e por um aumento de cinco vezes no preço do petróleo e do gás. Além disso, Putin liderou a Rússia num conflito contra os separatistas chechenos, restabelecendo o controle federal sobre a região. Enquanto servia como primeiro-ministro no governo Medvedev, supervisionou um conflito militar com a Geórgia e promulgou reformas militares e policiais. No seu terceiro mandato presidencial, a Rússia anexou a Crimeia e apoiou uma guerra no leste da Ucrânia através de diversas incursões militares, resultando em sanções internacionais e numa crise financeira. Também ordenou uma intervenção militar na Síria para apoiar o seu aliado Bashar al-Assad durante a Guerra Civil Síria, garantindo bases navais permanentes no Mediterrâneo Oriental. No seu quarto mandato presidencial, lançou uma invasão significativa da Ucrânia em fevereiro de 2022, que suscitou condenação mundial e levou a sanções internacionais. Em setembro de 2022, anunciou uma mobilização parcial e anexou à força quatro oblasts ucranianos à Rússia. Em março de 2023, o Tribunal Penal Internacional emitiu um mandado de prisão contra Putin por crimes de guerra relacionados com a sua alegada responsabilidade criminal por raptos ilegais de crianças durante a guerra ucraniana. Em junho de 2023, sobreviveu à rebelião do Grupo Wagner.
Sob a liderança de Putin, a Rússia sofreu um retrocesso democrático e uma mudança para o autoritarismo. O seu governo foi marcado por corrupção endêmica e violações generalizadas dos direitos humanos, incluindo a prisão e repressão de opositores políticos, intimidação e censura dos meios de comunicação independentes e a falta de eleições livres e justas. A Rússia de Putin tem recebido consistentemente pontuações baixas no Índice de Percepção de Corrupção da Transparência Internacional, no Índice de Democracia da The Economist, no índice de LFreedom in the World da Freedom House e no Índice de Liberdade de Imprensa da Repórteres Sem Fronteiras. Putin é o presidente russo que ficou mais tempo no poder e o segundo presidente europeu por tempo de permanência, depois de Alexander Lukashenko, da Bielorrússia.

## Infância e juventude

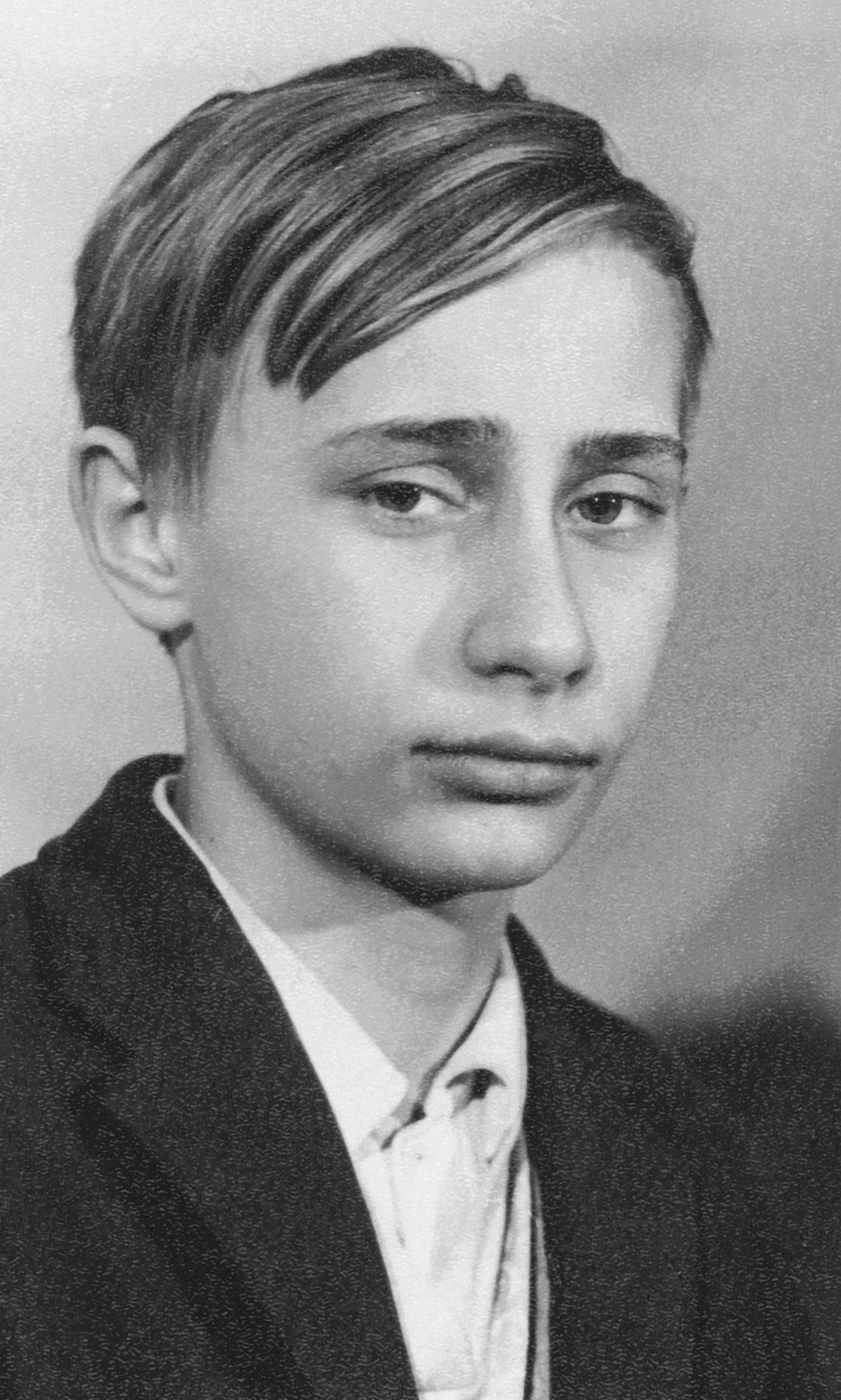
Putin quando jovem (1960)

Nasceu ao dia 7 de outubro de 1952, em Leningrado (atual São Petersburgo). Seu pai, Vladimir Spiridonovitch Putin (1911–1999), participara da Segunda Guerra Mundial, onde foi gravemente ferido. A mãe era Maria Ivanovna Shelomova (1911–1998). O pai era operário qualificado numa fábrica de vagões de comboios; sua mãe Maria tinha diversos trabalhos, como vigia noturna ou limpeza; ferira-se durante a guerra, quase morrera de fome, mas sobrevivera ao cerco a Leninegrado.
Seu avô era um renomado chef de cozinha, que trabalhava para diversas autoridades, cozinhando, inclusive, para Lenin e Stalin. Vladimir Putin era o terceiro filho da família, apesar de os irmãos mais velhos já terem falecido: Albert, nascido cerca de 1930, morreu na infância, e Viktor, nascido em 1940, morreu de difteria e fome em 1942 durante o cerco de Leninegrado pelas forças nazis na II Guerra Mundial. Vladimir foi batizado às escondidas de seu pai, membro do Partido Comunista da União Soviética.
A família de Putin vivia em um apartamento comunitário de Leningrado. Em 1 de setembro de 1960, começou a frequentar a escola, em Baskov Lane, perto de sua casa. Era um dos poucos na classe de aproximadamente 45 alunos que não eram membros da organização comunista dos Jovens Pioneiros, em parte devido ao seu comportamento desordeiro. Putin confirmou: "Eu não era um pioneiro; era um hooligan. (…) Eu era um verdadeiro rufia".
Aos doze anos, começou a praticar Sambo, uma arte marcial soviética, uma mistura de judô, karaté, e luta livre. A disciplina do Sambo tornou-se parte da transformação de Putin de fraco estudante a um adolescente trabalhador e orientado para a realização de objetivos. Seu comportamento continuou a mudar quando tinha treze anos: começou a aplicar-se nos estudos, e foi admitido nos Jovens Pioneiros.

## Serviços no KGB

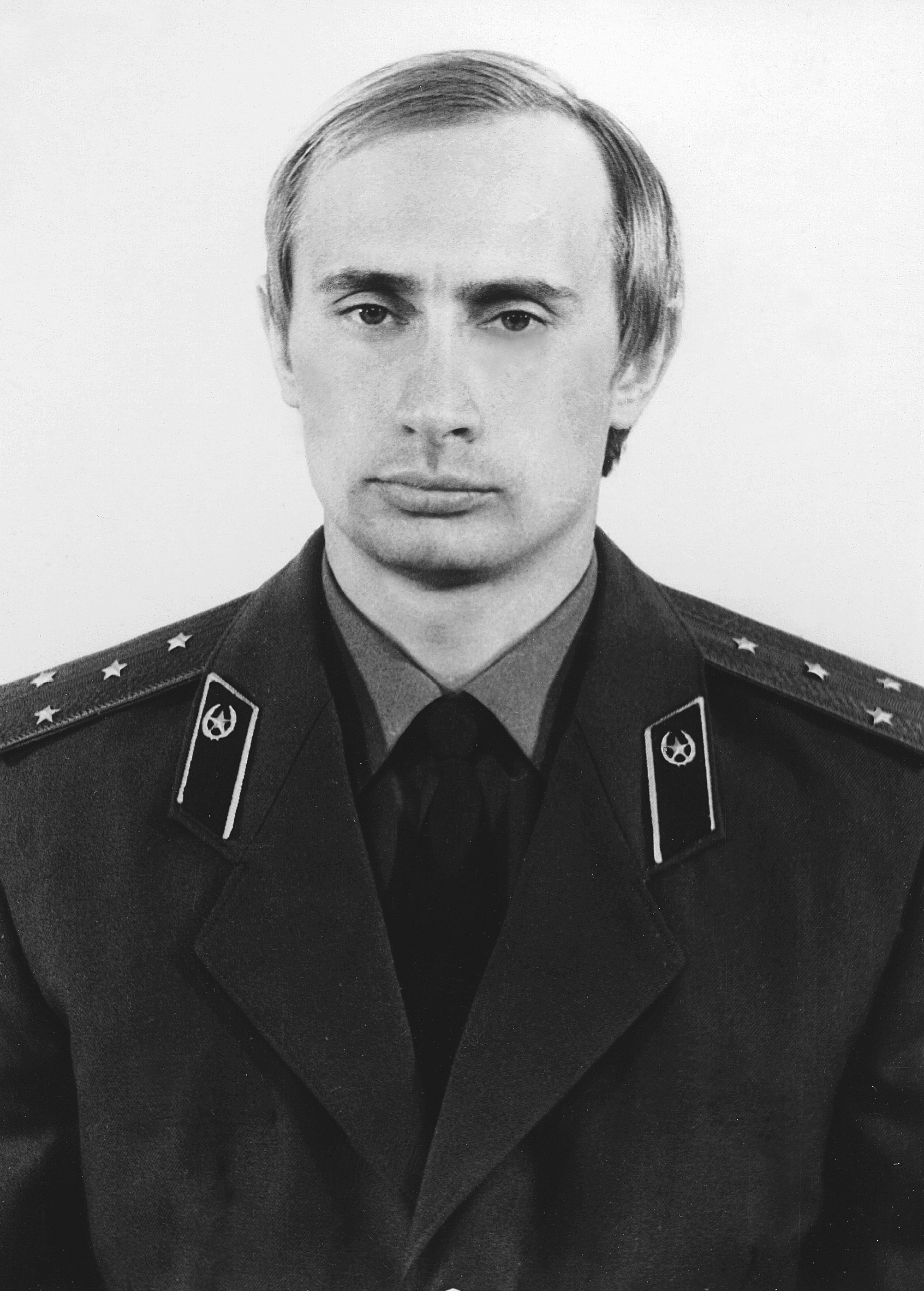
Putin como oficial do KGB

Em 1975, aos 23 anos de idade e recém-graduado no curso de Direito, ingressa no Comitê de Segurança Nacional, o KGB. No mesmo ano, acaba o seu curso preparatório, assumindo o posto de Oficial Júnior, de acordo com o antigo sistema organizacional do KGB. A partir de 1977, passa a trabalhar no setor de contrainteligência no departamento investigativo do KGB de Leningrado. Em 1979, forma-se de um curso semestral em Moscou, voltando para Leningrado no mesmo ano. Em 1985, como Major de Justiça, se especializa em inteligência estrangeira, aprendendo alemão. Entre 1985 e 1990, trabalhou em Dresden, na Alemanha Oriental, chefiando o departamento de fronteiras.
Putin renunciou ao cargo de tenente-coronel em 20 de agosto de 1991, no segundo dia da tentativa de golpe de Estado na União Soviética em 1991 contra o presidente soviético Mikhail Gorbachev. Putin teria dito em uma ocasião posterior: "Assim que o golpe começou, eu imediatamente decidi em que lado eu estava", embora também tenha observado que a escolha era difícil porque ele passara a melhor parte de sua vida com "os órgãos".
Em 1999, Putin afirmou sobre o comunismo, no chamado "Manifesto do Milénio": "O comunismo e o poder dos soviéticos não fizeram da Rússia um país próspero, com uma sociedade em desenvolvimento dinâmico e um povo livre. O comunismo demonstrou vividamente a sua inaptidão para um autodesenvolvimento sólido, condenando o nosso país a um atraso constante em relação aos países economicamente avançados. Foi um caminho a um beco sem saída, que está longe do mainstream da civilização".

## Governo russo

### Primeiro-Ministro (1º mandato)
Em 16 de agosto de 1999, a Duma Estatal aprovou a nomeação de Vladimir Putin como Primeiro-Ministro da Rússia com 233 votos (vs. 84 contra, 17 abstenções). Putin na época era praticamente desconhecido do público em geral, e não se esperava que durasse mais do que seus predecessores. Ele foi inicialmente considerado um leal a Yeltsin; como outros primeiros-ministros de Boris Yeltsin, Putin não escolhia os próprios ministros, seu gabinete era determinado pela administração presidencial.

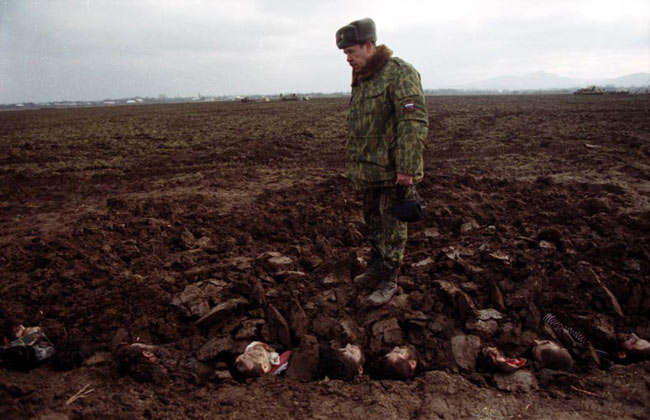
Vala comum com corpos de chechenos, na aldeia de Saadi-Kotar, em 2000

No mesmo ano, deu-se a explosão de uma bomba num centro comercial no centro de Moscovo e uma série de atentados bombistas nunca resolvidos, que vários críticos disseram ser provavelmente encenados pelo FSB sob bandeira falsa, em edifícios de apartamentos de Moscovo, atribuídos a terroristas chechenos. Sob as ordens de Putin, precedidas por bombardeamentos aéreos, unidades do exército russo atravessaram a fronteira para a parte chechena do país em 1 de outubro de 1999. Pouco antes, combatentes chechenos e árabes tinham invadido o Daguestão, dando início à Guerra do Daguestão, que durou seis semanas, após a qual começou a Segunda Guerra da Chechénia. Enquanto político, Putin liderou as acções militares na Chechénia, como a destruição extensiva da capital Grozny, de que não restou um único edifício de pé, que foi a que mais afetou a população civil. Durante esta "guerra suja" foram verificados muitíssimos crimes de guerra, principalmente do lado russo. Civis chechenos, incluindo pessoal médico, foram alvo de ataques militares por forças russas, e centenas de civis chechenos, incluindo prisioneiros de guerra foram executados sumariamente. Mulheres e também homens eram espancados, torturados e violados, casas saqueadas e incendiadas.

### Presidente (2000-2008)

#### 1º mandato
Prometendo reconstruir o país, Vladimir Putin, presidente em exercício, foi eleito oficialmente presidente da Rússia com mais de 53% dos votos, o que lhe deu uma vitória logo no primeiro turno. As eleições foram desde logo alvo de acusações de fraude maciça, com desaparecimento de votos e urnas, mortos votantes, e outras irregularidades. Putin tomou posse em 7 de maio de 2000, apontando Mikhail Kasyanov como seu primeiro-ministro. Como meio de consolidar poder, Putin anunciou um decreto que dividia as 89 subdivisões da Rússia em 7 distritos federais, de forma a facilitar a administração do país. Durante seu primeiro mandato, procurou esfriar as ambições políticas de alguns dos oligarcas russos, como Boris Berezovski, que de acordo com a BBC, teria "ajudado Putin a ingressar na família, fundando o partido que formou a base parlamentar de Putin".

#### 2º mandato
Em março de 2004, Putin foi reeleito com 71% dos votos. O massacre de Beslan, ocorrido em setembro de 2004, no qual centenas de civis foram assassinados, fez com que sua popularidade caísse, devido às críticas à sua postura tomada contra os rebeldes chechenos. Foi até mesmo acusado de ter comandado o atentado, de forma a justificar a repressão contra os terroristas.

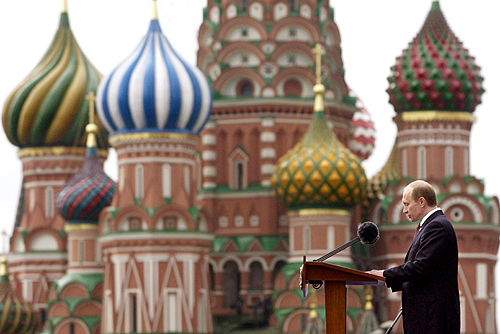
Putin discursa na Praça Vermelha, no coração de Moscou, em 2005

No mesmo ano, um projeto de prioridade nacional foi iniciado para melhorar a assistência médica, a educação, a moradia e a agricultura. A mudança mais relevante dentro do projeto foi o aumento geral do salário nas áreas médica e educacional, assim como a decisão de modernizar os equipamentos em ambos os setores, durante os anos de 2006 e 2007. Putin anunciou suas intenções de aumentar os benefícios da assistência maternidade e um apoio do estado para cuidados pré-natais. Os programas demográficos do governo levaram a um aumento de 45% na taxa de nascimentos de um segundo filho entre as mulheres, e a um aumento de 60% na taxa de nascimentos de um terceiro filho, segundo dados de 2012.
O processo criminal contra o então homem mais rico da Rússia e presidente da YUKOS, Mikhail Khodorkovski, ocorrido em 2003, foi visto pela imprensa internacional como uma retaliação pelo apoio financeiro de Khodorkovski aos oponentes liberais e comunistas do Kremlin. O governo afirmou que Khodorkovski estava corrompendo um grande setor da Duma Federal para impedir mudanças no código de impostos. Com a prisão de Khodorkovski, a YUKOS faliu, e as ações da empresa foram vendidas a um valor irrisoriamente a baixo do seu valor de mercado, compradas principalmente pela estatal Rosneft. O caso YUKOS foi visto pelos analistas ocidentais como um grande passo dado pela Rússia em direção a um sistema de capitalismo de estado.
Um estudo publicado por um instituto do Suomen Pankki em 2008 mostrou que a intervenção estatal teve um impacto positivo na administração de várias companhias russas.

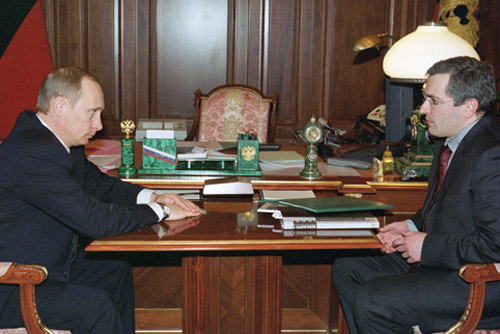
Vladimir Putin interroga o oligarca Mikhail Khodorkovski, antes de sua prisão

Putin foi criticado pelo que vários observadores consideram uma queda em larga escala da liberdade de imprensa na Rússia. Em 7 de outubro de 2006, Anna Politkovskaia, uma jornalista crítica do Kremlin que expôs a corrupção dentro do exército russo e sua conduta na Chechênia, foi assassinada no elevador de seu apartamento, no dia do aniversário de Putin. A morte de Politkovskaia iniciou um escândalo na mídia ocidental, com acusações de que Putin não foi capaz de proteger a nova mídia independente de seu país. Quando questionado sobre o assassinato de Politkovskaia durante uma entrevista para a emissora alemã ARD, Putin disse que seu assassinato traz muito mais preocupação para as autoridades russas que suas próprias acusações. Em 2012, segundo a Tass (propriedade do governo russo), os assassinos foram presos e acusaram Boris Berezovski e Akhmed Zakaiev como possíveis clientes. A morte por envenenamento radioativo de Alexander Litvinenko rendeu ainda mais acusações e críticas à autoridade de Putin, já que Litvinenko, também ex-agente do KGB, era um opositor e crítico de seu governo.
Em 2007, diversas marchas de protestos foram organizadas por grupos da oposição, comandados pelo campeão de xadrez Garry Kasparov e pelo ativista Eduard Limonov. Desafiando as várias advertências das autoridades, os demais protestos, nas mais diversas cidades russas, foram suspensos pela polícia, terminando com mais de 150 pessoas presas.

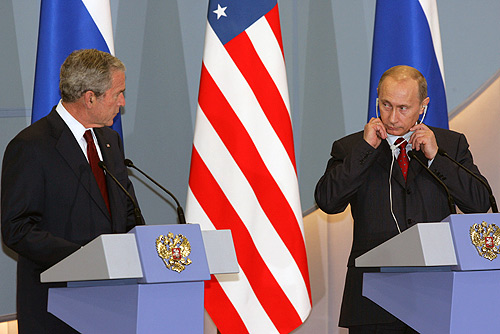
Putin com o presidente dos Estados Unidos, George W. Bush

Um dos mais publicados discursos de Putin ocorreu em 10 de fevereiro de 2007, na Conferência de Munique sobre Política de Segurança, e tornou-se conhecido como o "Discurso de Munique", sendo citado pela imprensa como "a virada na política externa da Rússia". Observadores ocidentais afirmaram que este foi o discurso mais firme de um líder russo desde a Guerra Fria. O discurso também foi visto como uma forma que Putin achou para deixar claro o papel da Rússia na política internacional, um papel próximo daquele desempenhado pela União Soviética. O retorno a este "papel" é visto como uma das mais importantes conquistas do governo de Putin. O presidente russo acusou os Estados Unidos de estarem-se utilizando da força para impor sua vontade sobre o mundo, além de promover uma nova corrida armamentista. Suas declarações foram rechaçadas indiretamente pelo secretário de segurança norte-americano, Robert Gates, dizendo que "uma guerra fria já havia sido suficiente".
Em setembro de 2007, Viktor Zubkov foi indicado por Putin como o novo primeiro-ministro, substituindo Fradkov. Em Dezembro, o partido Rússia Unida conquistou 64% dos votos nas eleições para a Duma Federal. Essa vitória representou o forte apoio popular e confiança na então liderança da Rússia.

### Primeiro-Ministro (2º mandato)

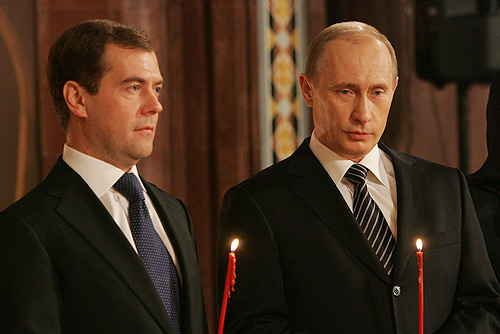
Putin como primeiro-ministro, ao lado do então presidente Dmitri Medvedev

A constituição russa não permite um terceiro mandato, portanto Putin não pôde disputar as eleições de 2008. Em 8 de maio, no dia seguinte às eleições, consideradas por observadores ocidentais "nem justas nem livres", Dmitri Medvedev, o presidente eleito, escolheu Putin como seu primeiro-ministro, de modo a manter o seu poder político.
A crise financeira de 2008 afetou duramente a economia russa, interrompendo o fluxo de crédito barato e investimento do Ocidente. Este fato coincidiu com a tensão nas relações entre a União Europeia e os Estados Unidos logo após a Guerra na Ossétia do Sul em 2008, na qual a Rússia derrotou os EUA e a Geórgia, aliada da OTAN. Por outro lado, as largas reservas financeiras acumuladas nos anos em que o preço do petróleo estava em alta foram capazes de salvar o país e lidar com a crise, dando continuidade ao crescimento econômico do país. As medidas anticrise do governo russo vêm sendo elogiadas pelo Banco Mundial, que disse em seu relatório de novembro: "Política fiscal prudente e reservas financeiras substanciais protegeram a Rússia de consequências mais profundas do choque externo". O próprio Putin citou o modo como a Rússia conseguiu lidar com a avalanche de consequências da crise econômica mundial como um dos dois principais proveitos de seu segundo mandato como primeiro-ministro. O outro proveito terá sido a estabilização das taxas de crescimento da população russa no período 2008-2011, após um longo período de colapso demográfico, iniciado nos anos 1990.
No congresso do partido Rússia Unida em Moscou, ocorrido em setembro de 2011, Medvedev propôs oficialmente que Putin se apresentasse como candidato nas eleições de 2012, proposta que Putin aceitou. Devido ao domínio quase que absoluto do Rússia Unida na política, muitos observadores acreditavam que Putin tinha o terceiro mandato nas mãos.
Após as eleições parlamentares de dezembro, dezenas de milhares de russos juntaram-se a protestos contra alegadas fraudes eleitorais, naqueles que foram os maiores protestos desde que Putin tornou-se figura principal na política russa. Putin comparou os manifestantes aos macacos das histórias de Rudyard Kipling. Os participantes do protesto criticaram Putin e o Rússia Unida, exigindo a anulação dos resultados das eleições. Segundo a imprensa russa, esses protestos, que foram organizados por líderes da oposição, suscitaram o medo de uma revolução colorida na sociedade, e diversos contraprotestos foram liderados por simpatizantes e partidários de Putin, superando os protestos da oposição. Por ironia, a socialite Ksenia Sobchak, filha do padrinho político de Putin, Anatoli Sobchak, foi uma das celebridades que mais fortemente criticaram o governo de Putin nos protestos do final de 2011, manifestando sua indignação com seu terceiro mandato no dia de sua posse.

### Presidente (2012-2018)

#### 3º mandato
Em 4 de março de 2012, Putin venceu as eleições presidenciais no primeiro turno, com 63% dos votos. Vários chefes de estado parabenizaram Putin pela vitória nas eleições. O presidente venezuelano Hugo Chávez congratulou pessoalmente Putin pela vitória, afirmando que o presidente russo é "uma força ativa por detrás dos laços estratégicos e de cooperação entre Venezuela e Rússia". O presidente do Brasil, Luiz Inácio Lula da Silva, também parabenizou Putin, dizendo que está "certo de que, sob sua liderança, a Rússia continuará a trilhar o caminho de sucessos que vem alcançando nos planos interno e internacional e que a sólida parceria com o Brasil será aprofundada, intensificando o denso diálogo político que logramos consolidar nos últimos anos".

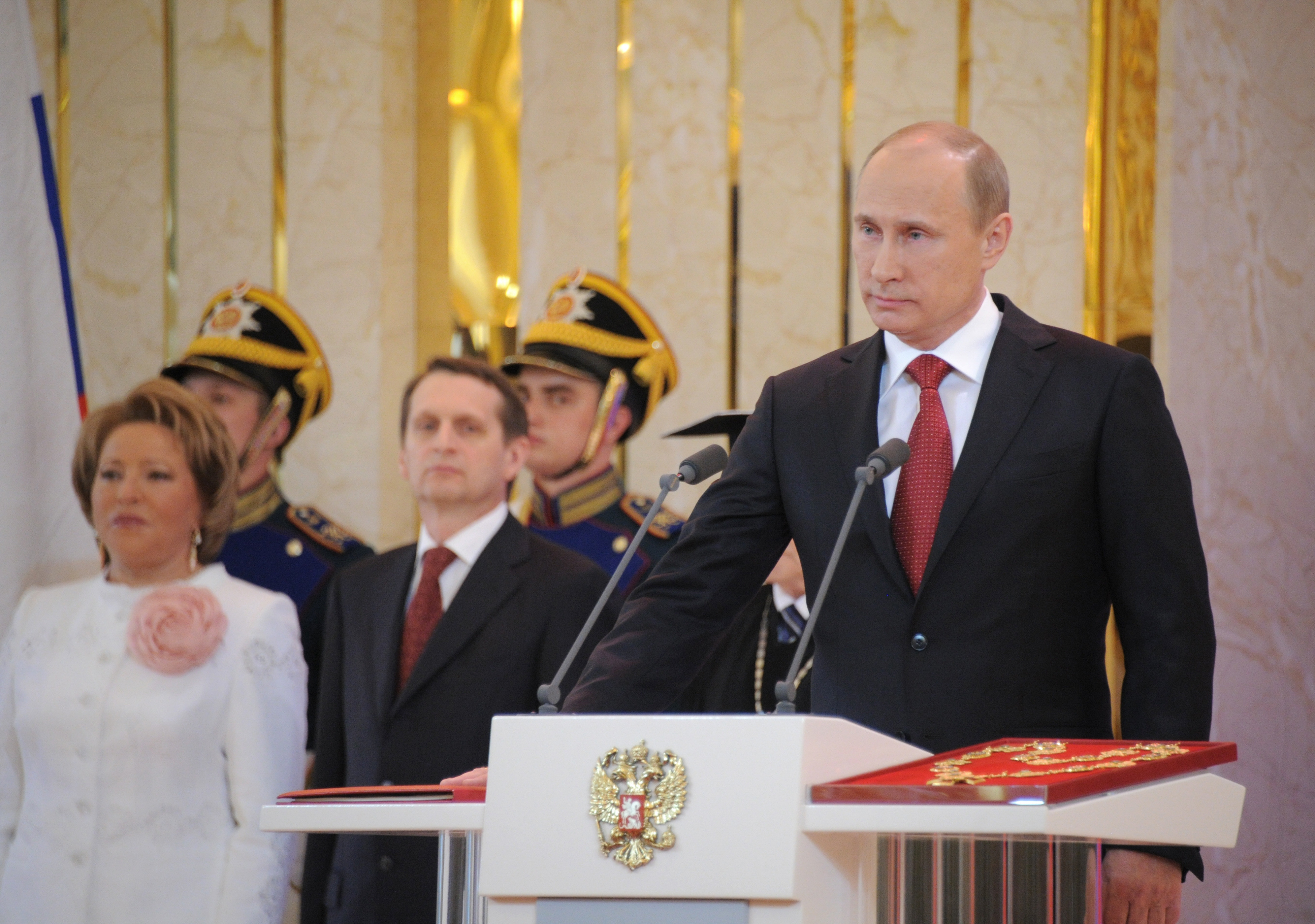
Vladimir Putin assume o terceiro mandato, 7 de maio de 2012

Protestos anti-Putin ocorreram durante e logo após a campanha presidencial. O protesto mais notório foi a performance do grupo Pussy Riot, em 21 de fevereiro, e seu subsequente julgamento. Outra manifestação de destaque ocorreu meses depois, quando por volta de 8 000-20 000 manifestantes protestaram em Moscou, em 6 de maio — dia anterior à posse presidencial — resultando em oito feridos e 450 presos.
Tomou posse no complexo do Kremlin, em 7 de maio de 2012. Em seu primeiro dia como presidente, Putin passou 14 decretos presidenciais, sendo um deles um comprido artigo a respeito dos objetivos de longo prazo da economia russa. Outros decretos foram sobre educação, moradia, treinamento de trabalho especializado, relações com a União Europeia, indústria de defesa, relações interétnicas e outras áreas tratadas por ele em seu programa político proposto em sua campanha presidencial. Em dezembro de 2012, em retaliação à lei Magnitsky — que impôs sanções a oficiais russos acusados de violar os direitos humanos — sancionada pelos Estados Unidos, foi aprovada por Putin uma lei que proíbe cidadãos norte-americanos de adotarem crianças russas. Mais de 700 mil crianças vivem em orfanatos na Rússia. Nas últimas duas décadas, 70 mil órfãos russos foram adotados por famílias americanas. A justificativa é que diversas crianças adotadas da Rússia morreram nos Estados Unidos ou foram devolvidas ao país, como foi o caso de Artem Saveliev, de sete anos, que foi colocado sozinho em um avião com destino a Moscou, e de Dima Iakovlev, que morreu após ser esquecido no carro por seu pai adotivo americano. Quando questionado se não seria melhor permitir que as crianças russas fossem viver em países onde as condições de vida são melhores, Putin respondeu com sarcasmo: "Há provavelmente muitos lugares no mundo onde os padrões de vida são maiores do que os nossos. E então, vamos enviar todas as nossas crianças para lá? Talvez nos devamos mudar para lá nós mesmos?".
Em 12 de junho de 2013, em pleno feriado nacional, milhares de pessoas reuniram-se em Moscou para protestar contra o governo de Putin. Entre as exigências, estava a libertação dos manifestantes presos nas ondas de protestos em 2011 e 2012. Alguns dos cartazes apresentavam dizeres como: "Putin, vergonha da Rússia" e "Abaixo a autocracia presidencial". Entre os manifestantes, podia-se encontrar as tendências mais variadas.
Em março de 2014, motivado pela crise política na Ucrânia, Putin enviou ao Soviete da Federação a proposta de uma intervenção militar na Crimeia, região de maioria russa, após apelo do primeiro-ministro. A proposta foi aceita pelo órgão superior, desagradando às autoridades ocidentais, que condenaram o ato, levando o presidente norte-americano, Barack Obama, a afirmar que “qualquer violação da integridade territorial e soberania da Ucrânia seria profundamente desestabilizadora, e representaria uma séria interferência em matérias que devem ser decididas pela população ucraniana”. Para Putin, a intervenção foi a fim de proteger os cidadãos russos que compõem a maioria étnica da Crimeia, que se havia declarado independente antes de qualquer movimentação militar russa, devido à alegada perseguição da população russa por parte do governo extremista e nacionalista que havia tomado posse na Ucrânia. Putin declarou apoio aos separatistas russos das regiões de Donetsk e Lugansk, também regiões de maioria russa. O povo da Crimeia festejou o resultado do referendo, que se tornou polêmico devido ao fato da OTAN, o governo ucraniano e os EUA não terem aceitado o resultado, afirmando que havia sido feito de forma ilegal.

#### 4º mandato

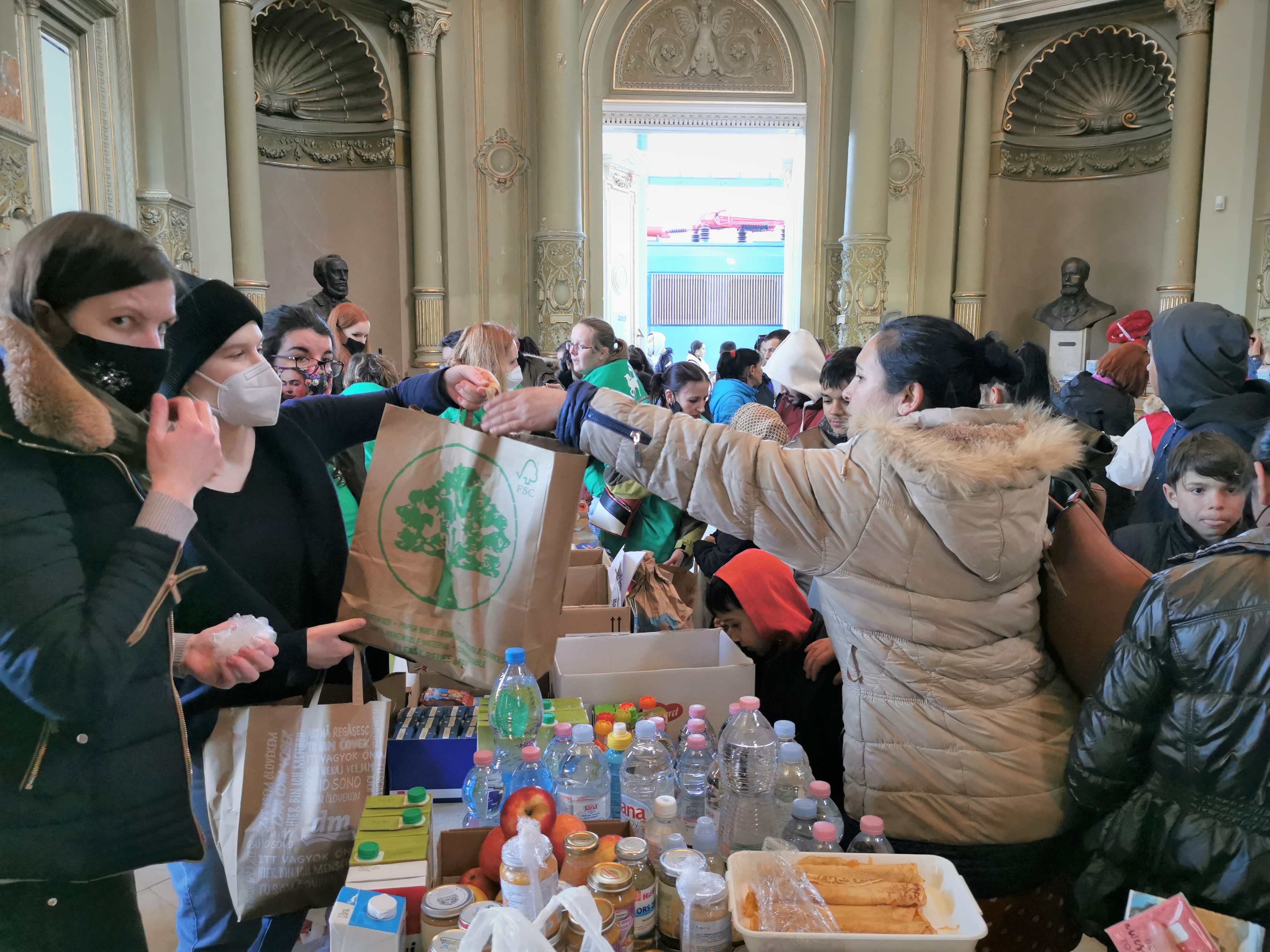
Ajuda a refugiados ucranianos na Hungria em 2022. De 24 de Fevereiro a 1 de Março, 105 000 refugiados ucranianos entraram na Hungria vindos do leste

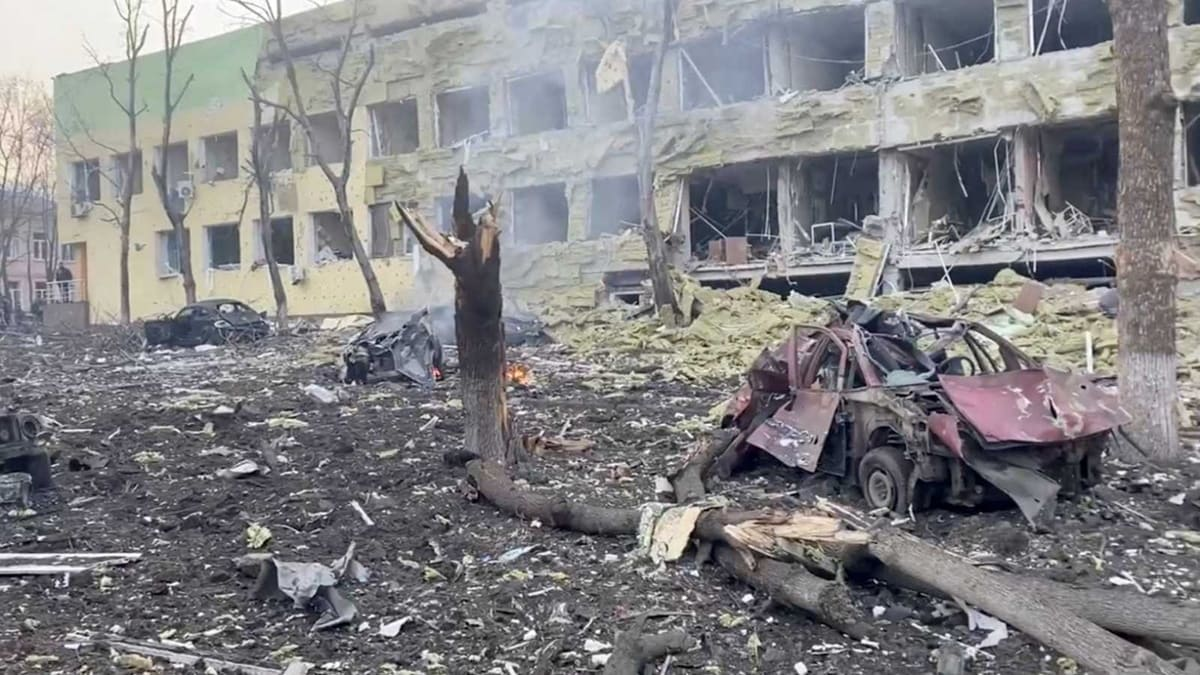
Em 9 de março de 2022, a Força Aérea Russa bombardeou o Hospital Maternidade No. 3, em Mariupol, Ucrânia

Ganhou as eleições presidenciais de 2018 com mais de 76% dos votos. Seu quarto mandato começou em 7 de maio de 2018 e durará até 2024.
Em setembro de 2019, a administração de Putin interferiu os resultados das eleições regionais nacionais russas e manipulou-as, eliminando todos os candidatos da oposição. O evento que visava contribuir à vitória do partido no poder, a Rússia Unida, também contribuiu para incitar protestos em massa pela democracia, levando a prisões em larga escala e a casos de brutalidade policial.
Na sequência da Guerra Russo-Ucraniana, em fevereiro de 2022, ordenou a invasão da Ucrânia, questionando seu direito de existir como país independente. A invasão foi amplamente condenada pela comunidade internacional, e países membros da União Europeia e da OTAN lançaram uma nova rodada de sanções contra a Rússia, o que começou a desencadear uma crise financeira no país. De acordo com o Alto-comissariado das Nações Unidas para os Refugiados, em decorrência da guerra, quase três milhões de ucranianos fugiram do seu país até a segunda semana de março, em sua grande maioria mulheres e crianças. Cerca de um milhão e meio de pessoas tiveram de abandonar suas casas mas permaneciam no país, e cerca de doze milhões estavam carentes de assistência. Em muitos países foram organizados protestos populares contra o ataque, enquanto que os protestos que aconteceram na Rússia foram reprimidos com prisões em massa. Segundo a Anistia Internacional, o governo russo passou a perseguir dissidentes e impôs censura à imprensa, obrigando os veículos de informação domésticos a divulgarem apenas versões do conflito aprovadas pelo governo, além de limitar ou bloquear o acesso dos cidadãos russos a veículos estrangeiros.
A 17 de março de 2023, o Tribunal Penal Internacional, com sede em Haia, nos Países Baixos, emitiu um mandato de captura contra Putin por crimes de guerra cometidos durante a invasão da Ucrânia, em particular por responsabilidade pessoal no rapto e deportação ilegal de milhares de crianças ucranianas para campos de reeducação na Rússia. A medida limita a liberdade de deslocação do presidente russo nos 123 países signatários do Estatuto de Roma.
Em 28 de dezembro de 2024, Vladimir Putin pediu desculpas ao presidente Ilham Aliyev do Azerbaijão por um "trágico incidente" que aconteceu no espaço aéreo russo envolvendo o Voo Azerbaijan Airlines 8243 que caiu depois que defesas aéreas foram usadas contra drones ucranianos. O voo J2-8243 caiu no dia 25 de dezembro perto da cidade de Aktau, no Cazaquistão, após desviar do sul da Rússia. Pelo menos 38 pessoas morreram.

## Política

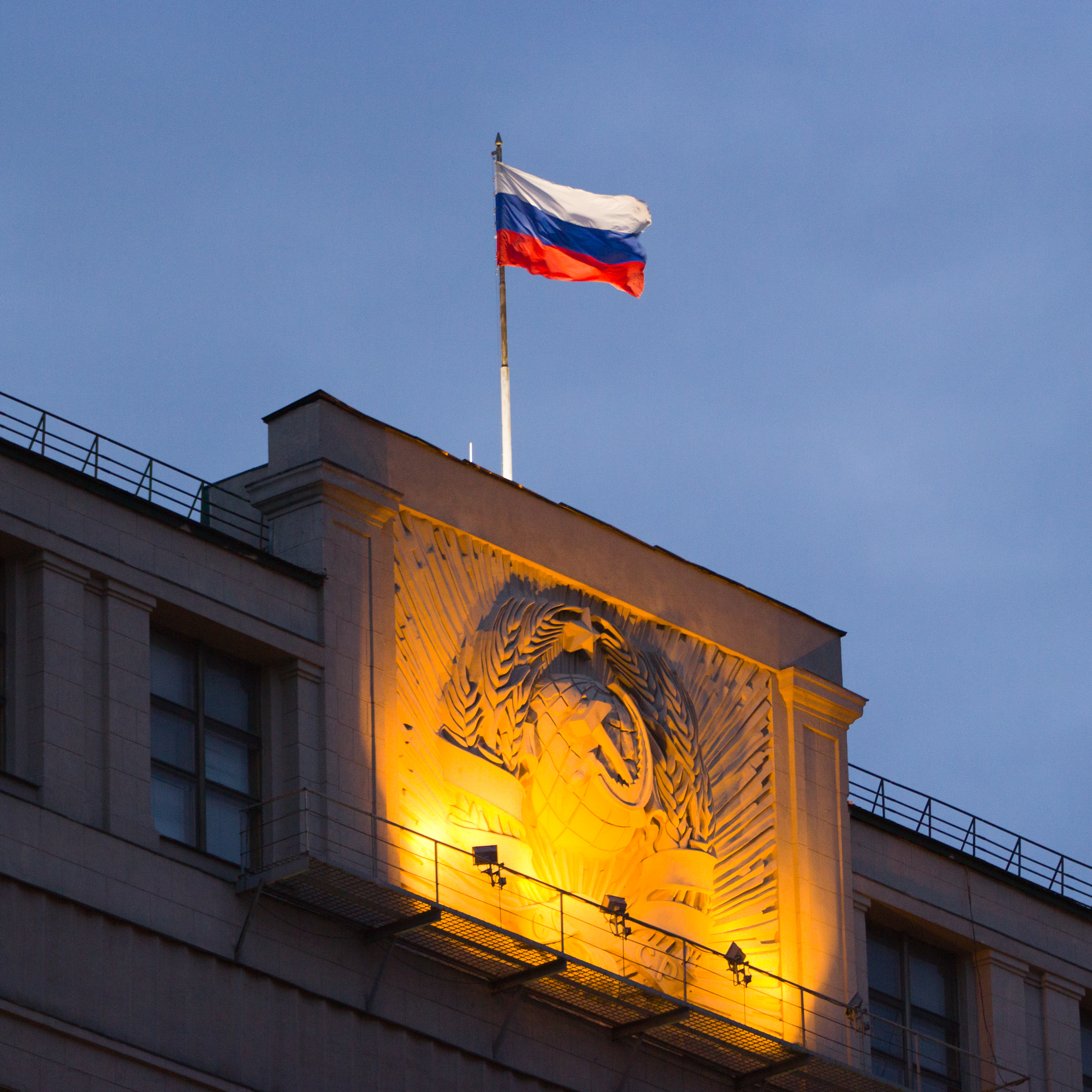
A foice e o martelo, ícones máximos da União Soviética, sob a bandeira pan-eslava, símbolo da Rússia independente, simbolizam o sincretismo político de Putin

### Política interna
A política interna de Putin, principalmente durante seu primeiro mandato, visou a criação de um "poder vertical". Em 13 de maio de 2000, sancionou um decreto dividindo as 89 subdivisões da Rússia entre 7 distritos comandado por representantes nomeados por si mesmo, de forma a facilitar a administração federal. Putin também desenvolveu uma política de crescimento das subdivisões: o número caiu de 89 em 2000 para os atuais 83, após a fusão dos okrugs com demais subdivisões próximas.

Em 2000, a Rússia foi dividida em sete distritos, pondo em prática o "poder vertical" proposto por Putin. Em 2010, o distrito Ciscáucaso (em roxo) foi criado, estabelecendo um novo distrito

Em julho de 2000, de acordo com uma lei proposta por Putin e aprovada pelo Soviete Federal, o presidente ganhou o direito de despedir chefes das subdivisões federais. Em 2004, as eleições para governadores por voto direto foi extinta. Essa jogada foi vista como necessária por Putin, para dar fim às tendências separatistas e livrar-se daqueles governadores que estavam conectados com o crime organizado. A medida, de fato, parece ter sido temporária, já que em 2012, segundo proposta do presidente Dmitri Medvedev, sucessor de Putin, as eleições para governadores foram reintroduzidas, e junto delas, as reformas de Medvedev também simplificaram o registro de partidos políticos e reduziram o número de assinaturas necessárias por candidatos partidos não-parlamentares para lançar candidatos independentes à presidência, afrouxando a rigidez e restrições impostas pela antiga legislação de Putin.
Putin governou diante de uma intensa luta contra o crime organizado e o terrorismo que resultou em uma taxa de assassinatos duas vezes menor em 2011, assim como uma redução no número de ações de terroristas no final dos anos 2000.

#### Política econômica

A economia russa entre a queda da União Soviética e o governo de Medvedev, passando pela crise de 1998 e a recuperação sob Putin

Sob a administração de Putin, a economia teve ganhos reais em uma média de 7% ao ano (2000: 10%, 2001: 5.1%, 2002: 4,7%, 2003: 7,3%, 2004: 7,2%, 2005: 6,4%, 2006: 8,2%, 2007: 8,5%), fazendo da Rússia a 7ª maior economia mundial em poder de compra. O PIB nominal russo aumentou em seis vezes, subindo do 22º ao 10º maior do mundo. Em 2007, o PIB russo ultrapassou o da Rússia Soviética em 1990, provando que a economia foi capaz de superar os efeitos devastadores da recessão dos anos 1990, seguida da trágica moratória de 1998.
De 2000 a 2006, o volume do crédito para consumo aumento em 45 vezes, e o número de cidadãos pertencentes à classe média cresceu de 8 milhões para 55 milhões. O número de pessoas vivendo abaixo da linha da pobreza diminui de 30% em 2000 para 14% em 2008.
Em 2001, Putin, que patrocinou políticas econômicas liberais, introduziu uma taxa única de imposto sobre a renda de 13%, e a taxa corporativa também foi reduzida de 35% para 24%. Pequenos negócios também receberam um melhor tratamento. O antigo sistema de altas taxas de impostos foi substituído por um novo sistema em que as companhias podem escolher entre uma taxa de 6% na receita bruta ou uma taxa de 15% nos lucros. A carga geral de impostos é menor na Rússia que na maioria dos países europeus, favorecendo com isso o capitalismo.
Um conceito central na linha econômica de Putin foi a criação dos "campeões nacionais", que integravam companhias de setores estratégicos de que não se espera somente a busca pelo lucro, mas também um "avanço nos interesses da nação". Como exemplo dessas companhias, estão a Gazprom, a Rosneft e a Corporação de Aviação Unificada.
Parte da receita do petróleo foi para o fundo de estabilização, criado em 2004. O fundo permitiu à Rússia pagar todos os débitos restantes da União Soviética no ano de 2005. No início de 2008, o fundo foi dividido entre o Fundo de Reserva, estabelecido para proteger a Rússia de um possível choque da economia financeira, e o Fundo de Bem-Estar Nacional, cujos lucros serão usados para uma reforma nos auxílios do governo. Contudo, a inflação continuou alta, tendo as estimativas de 2007 ultrapassado as dos anos anteriores e apresentando-se como um dos mais graves problemas econômicos da Rússia de Putin.

#### Política religiosa

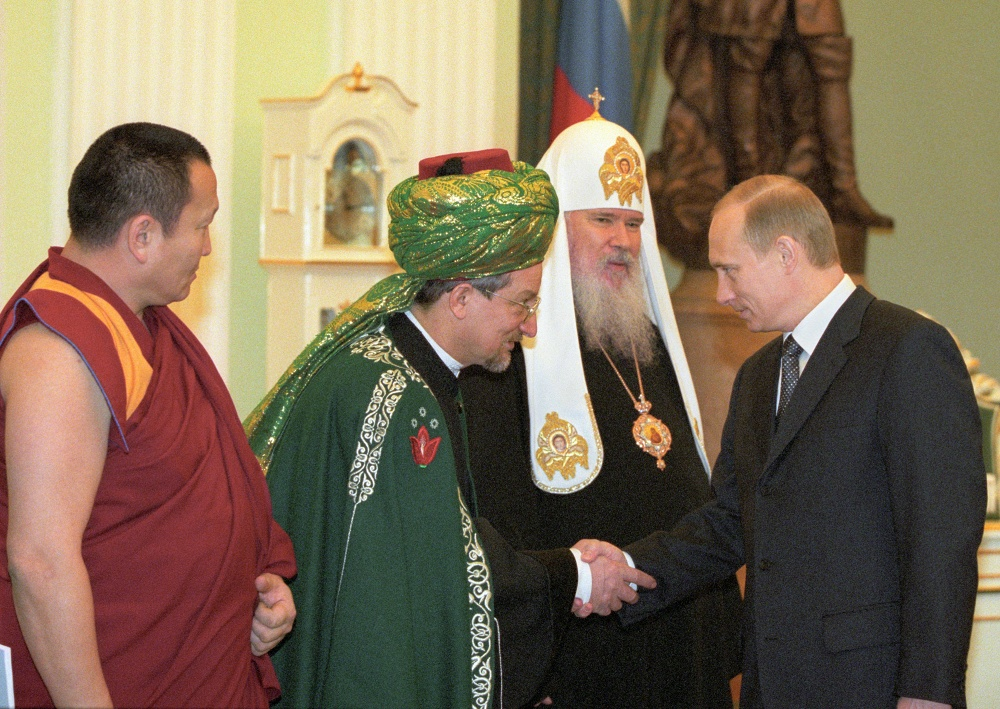
Putin com líderes religiosos da Rússia em 2001

O Budismo, o Cristianismo Ortodoxo, o Islamismo e o Judaísmo, definidos pela lei como as religiões tradicionais da Rússia e parte da herança histórica da Rússia, gozam de apoio estatal limitado na era Putin. A vasta construção e restauração de igrejas, iniciada na década de 1990, continuou sob Putin, e o estado permitiu o ensino religioso nas escolas (os pais têm a opção de que seus filhos aprendam os conceitos básicos de uma das religiões tradicionais ou ética secular). Sua abordagem na política religiosa foi caracterizada como um apoio às liberdades religiosas, mas também a tentativa de unificar diferentes religiões sob a autoridade do Estado. Na prática, o estado russo favorece a Igreja Ortodoxa Russa e pune e discrimina indivíduos e igrejas que se desviem da norma nacionalista, que é ditada pelo Estado.
Em 2012, foi homenageado em Belém, na Palestina, e uma rua foi nomeada em seu nome após sua visita.

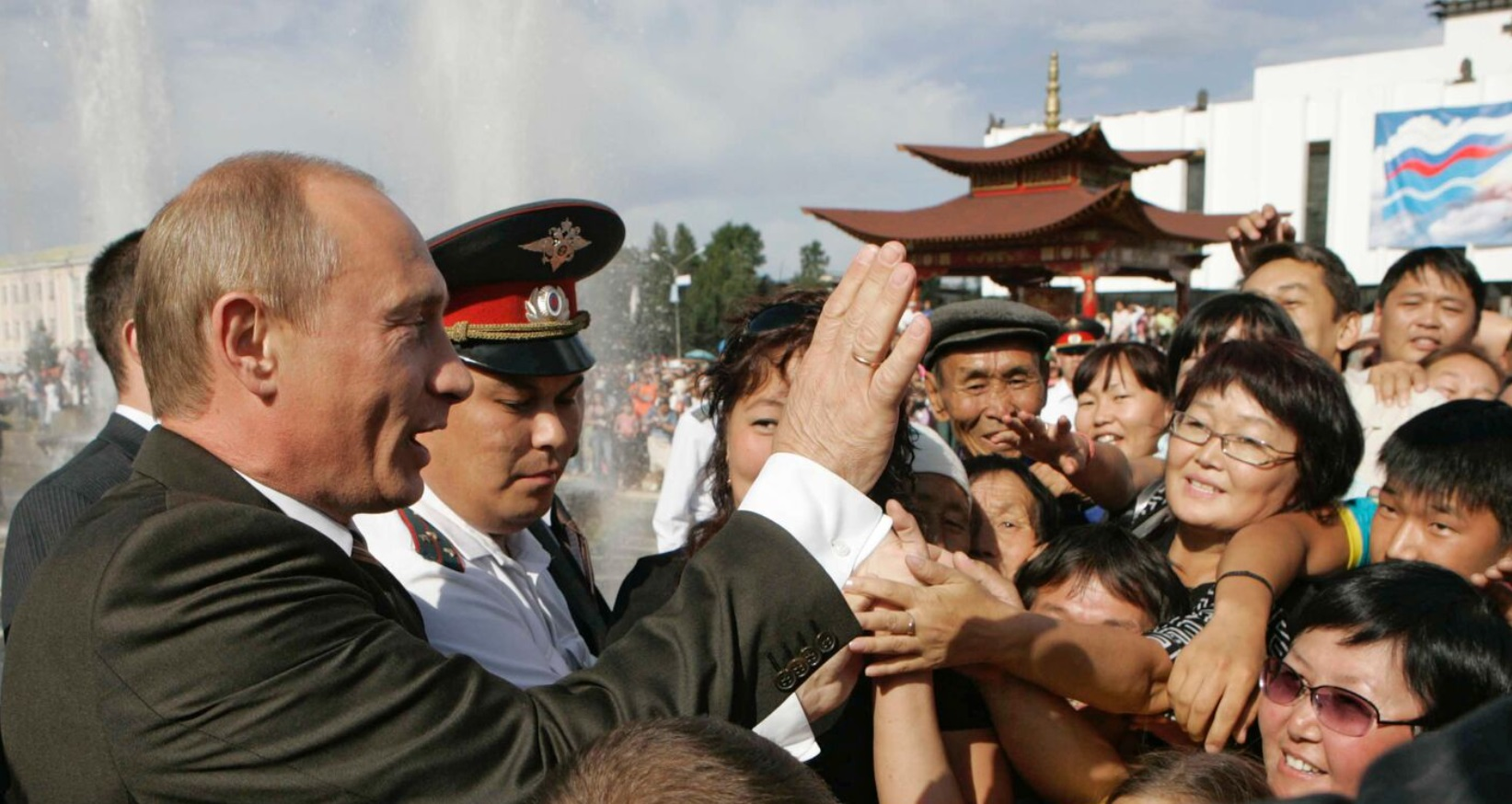
Putin visitando a República de Tuva, na Sibéria, em 2007

Frequenta regularmente os eventos mais importantes da Igreja Ortodoxa Russa nos principais feriados cristãos ortodoxos. Consolidou um bom relacionamento com os Patriarcas da Igreja Russa, o falecido Aleixo II de Moscou e o atual Cirilo I de Moscou. Como Presidente, participou ativamente na promoção do Ato de Comunhão Canônica com o Patriarcado de Moscou, assinado em 17 de maio de 2007, que restabeleceu as relações entre a Igreja Ortodoxa Russa de Moscou e a Igreja Ortodoxa Russa no Exterior após o cisma de 80 anos.
O atual Patriarca Cirilo I é um aliado de longa data de Putin, e apoiou a expansão russa na Crimeia e no leste da Ucrânia. Apesar de pedir a rápida restauração da paz, o Patriarca Cirilo I também se referiu aos adversários de Moscou na Ucrânia como "forças do mal", afirmando que "não devemos permitir que forças externas obscuras e hostis se riam de nós".
Sob o comando de Putin, a chassídica Federação das Comunidades Judaicas da Rússia tornou-se cada vez mais influente dentro da comunidade judaica, em parte devido à influência de empresários apoiados pela Federação mediados por suas alianças com Putin, notadamente Lev Leviev e Roman Abramovich. De acordo com a JTA, Putin é popular entre a comunidade judaica russa, que o vê como uma força para a estabilidade. O principal rabino da Rússia, Berel Lazar, disse que Putin "prestou grande atenção às necessidades de nossa comunidade e nos tratou com um profundo respeito". Em 2016, Ronald S. Lauder, presidente do Congresso Judaico Mundial, também elogiou Putin por tornar a Rússia "um país onde os judeus são bem-vindos".
Organizações de direitos humanos e defensores da liberdade religiosa criticaram o estado da liberdade religiosa na Rússia. Em 2016, Putin supervisionou a aprovação de legislação que proibia a atividade missionária na Rússia. Grupos minoritários religiosos não violentos foram reprimidos ao abrigo de leis anti-extremismo, especialmente as Testemunhas de Jeová.

#### Política de Direitos Humanos
A Human Rights Watch num relatório intitulado Laws of Attrition, de autoria de Hugh Williamson, diretor britânico da Divisão Europa & Ásia Central da HRW, afirma que desde Maio de 2012, quando Putin foi reeleito presidente, a Rússia promulgou muitas leis restritivas, iniciou inspeções a organizações não governamentais, assediou, intimidou e aprisionou ativistas políticos, e começou a restringir as críticas. As novas leis incluem a lei dos "agentes estrangeiros", que é largamente considerada como um exagero ao incluir organizações russas de direitos humanos que recebem algum financiamento internacional, a lei da traição, e a lei da assembleia que penaliza muitas expressões de dissidência Os ativistas dos direitos humanos criticaram a Rússia por censurar o discurso dos ativistas LGBT devido à "lei da propaganda gay" e à crescente violência contra pessoas LGBT devido à lei.
Em 2020, Putin assinou uma lei sobre a rotulagem de indivíduos e organizações que recebem financiamento do estrangeiro como "agentes estrangeiros". A lei é uma expansão da legislação sobre "agentes estrangeiros" já adotada em 2012. Assassinatos extrajudiciais e esquadrões da morte são comuns na Rússia, antes e depois de Putin. Vários assassinatos de jornalistas, oposicionistas e defensores dos direitos humanos, no país e no estrangeiro, foram atribuídos a figuras do topo da administração pública. Em 2003, o jornalista de investigação Yuri Schekochikhin morreu misteriosamente de doença, causando especulações sobre a sua morte, tais como envenenamento. Em 2003, o político liberal Sergei Yushenkov foi morto com três tiros pelas costas. Em 2006, em Londres, o oposicionista Alexander Litvinenko foi morto por envenenamento com polónio-210. Um inquérito britânico concluiu que Putin tinha "provavelmente" aprovado o seu assassinato pelos agentes do FSB (ex-KGB) Andrei Lugovoi (mais tarde deputado da Duma) e Dmitry Kovtun. A utilização de polónio-210 era "no mínimo um forte indicador do envolvimento do Estado", uma vez que a substância só é obtida num reator nuclear, dizia o relatório. Em 2006, a jornalista de investigação Anna Politkovskaia foi morta a tiro no elevador da sua casa, no dia do aniversário de Putin. Em 2009, o defensor dos direitos humanos Stanislav Markelov e a jornalista Anastasia Baburova foram mortos a tiros em Moscou. Em 2015, o político da oposição Boris Nemtsov foi morto a tiro pelas costas perto do Kremlin e Mikhail Lesin, fundador da RT (Russia Today) foi encontrado morto num quarto de hotel em Washington em Novembro. Em 2017, o jornalista Nikolay Andrushchenko foi espancado até à morte em São Petersburgo. No dia 4 de março de 2018, o antigo agente duplo Sergei Skripal foi envenenado com Novichok em Salisbury, mas conseguiu sobreviver. Já no dia 12 de março, Nikolai Glushkov, também um crítico de Putin, foi estrangulado em Londres. A 23 de Agosto de 2019, em Berlim, Zelimkhan Khangoshvili, um dissidente checheno, foi morto com dois tiros na cabeça por Vadim Krasikov, um agente do FSB. O governo russo e o líder checheno Ramzan Kadyrov foram ambos ligados ao assassinato.
Tem-se considerado que o envenenamento radioativo de Alexander Litvinenko estava ligado às forças especiais russas do ex-KGB. Os agentes dos serviços secretos dos EUA e do Reino Unido alegam que os assassinos russos, alguns possivelmente por ordem de Putin, estão por detrás de pelo menos catorze assassinatos seletivos em pleno solo britânico que na altura a polícia não considerou suspeitos. O ministro alemão dos Negócios Estrangeiros Heiko Maas disse que havia "várias indicações" de que a Rússia estava por detrás do envenenamento de Alexei Navalny com Novichok.
Em 2006, o governo russo aprovou leis autorizando os seus agentes (o FSB) a matar "inimigos do Estado" no estrangeiro. A propósito do caso dos Skripal, o próprio Putin tinha sido bem claro, em declarações na televisão estatal: "Os traidores vão morrer. Confiai em mim.(…) vão sufocar com aquelas trinta moedas de prata que lhes foram dadas".
Na Rússia de Putin, a psiquiatria está a tornar-se novamente uma ferramenta contra os dissidentes. Existem vários casos em que pessoas problemáticas para as autoridades russas foram presas em instituições psiquiátricas nos últimos anos.

#### Política esportiva

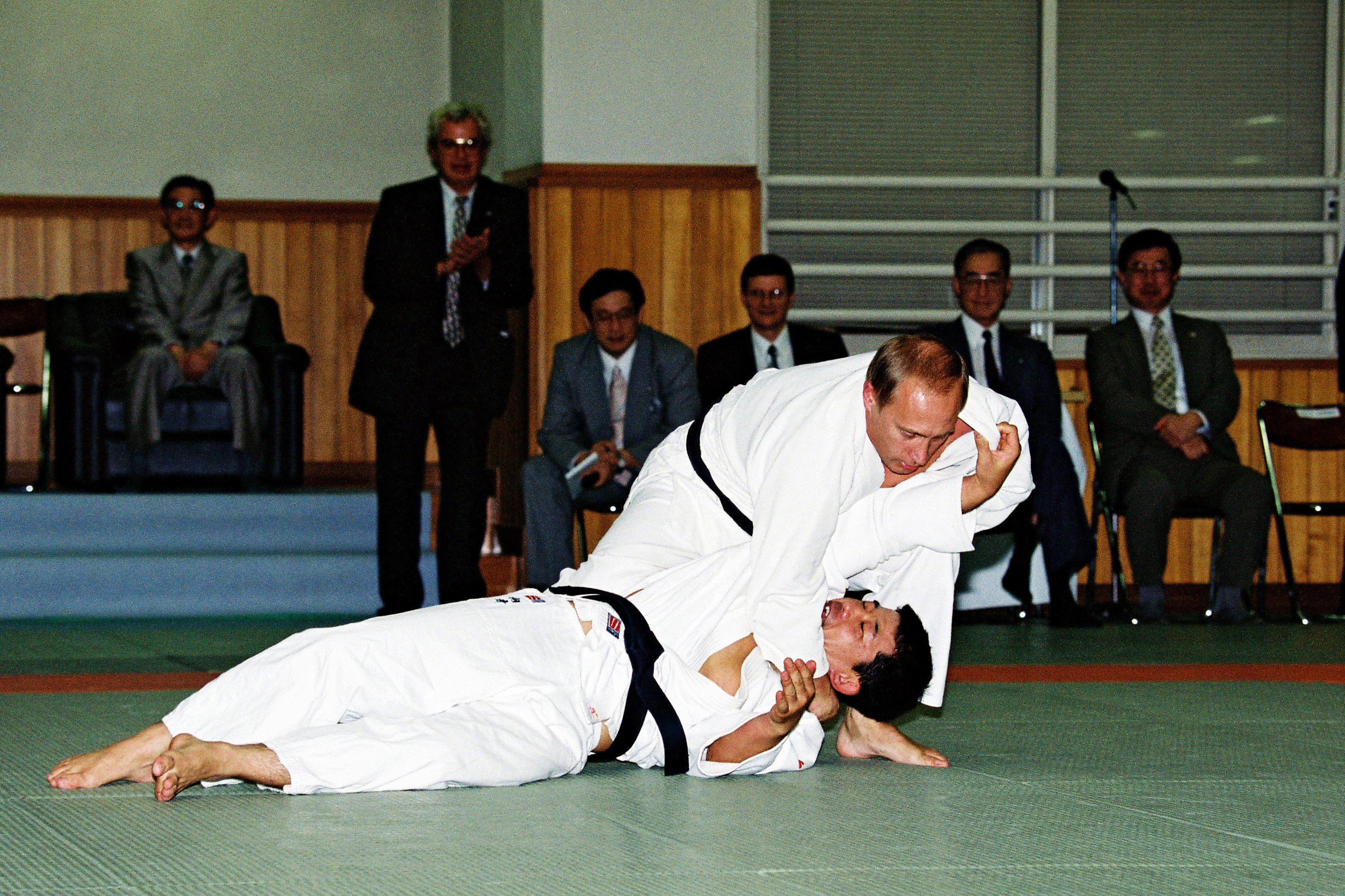
Putin aplicando golpe de judô

Em 4 de julho de 2007, Putin viajou à Guatemala e discursou a delegados do Comitê Olímpico Internacional por conta da escolha da cidade russa de Sochi como a sede dos Jogos Olímpicos de Inverno de 2014, cuja edição foi a primeira a realizar-se na Rússia. Em 2008, a cidade de Cazã venceu a escolha da cidade sede da Universíada de Verão de 2013, e em 2 de dezembro de 2010, a Rússia foi escolhida a sede da Copa do Mundo FIFA de 2018, outro evento que, pela primeira vez, aconteceu na Rússia entre 14 de junho e 15 de julho daquele ano.
Outros grandes eventos esportivos para que o país foi escolhido para sediar incluem o Grande Prêmio da Rússia de Fórmula 1, em 2014, e o Campeonato Mundial de Hóquei no Gelo de 2016. Tanto em Sochi quanto em Kazan, a preparação para os eventos esportivos incluiram a modernização da infraestrutura inteira da cidade, não somente no campo esportivo, mas no transporte, energia, comunicação, habitação e serviços públicos.
A dopagem nos desportos russos é um problema significativo. O problema da dopagem russo recebeu uma atenção generalizada em Dezembro de 2014, quando a empresa de televisão alemã ARD o noticiou e o comparou com a da dopagem na RDA. Em Novembro de 2015, a Agência Mundial Anti-Doping (WADA) publicou um relatório que foi altamente crítico tanto à Agência Russa Anti-Doping (RUSADA) como à Federação Russa de Atletismo (VFLA). No mesmo mês, a Associação Internacional de Federações de Atletismo (IAAF) suspendeu temporariamente a Rússia de competições internacionais devido à dopagem generalizada.
"Método do Desaparecimento Positivo" foi o nome dado a um sofisticado esquema que transformou em negativas pelo menos 312 amostras positivas de vinte desportos, e que era diretamente controlado e supervisionado pelo Ministério dos Desportos da Rússia, com assistência de laboratórios em Sochi e Moscou e organismos governamentais como a FSB (nome atual da KGB).
Putin afirmou que as alegações de dopagem contra os atletas de seu país faziam parte duma "política anti-Rússia" por parte do Ocidente.

### Política externa

#### Ex-Repúblicas Soviéticas
Uma série de revoluções coloridas nas ex-repúblicas soviéticas, nomeadas Revolução Rosa na Geórgia em 2003, Revolução Laranja na Ucrânia em 2004 e Revolução das Tulipas no Quirguistão em 2005, friccionaram as relações desses países com Rússia. Em dezembro de 2004, Putin criticou as revoluções Rosa e Laranja, dizendo: "Se tens revoluções permanentes, corres o risco de mergulhar o espaço pós-soviético em conflitos intermináveis".

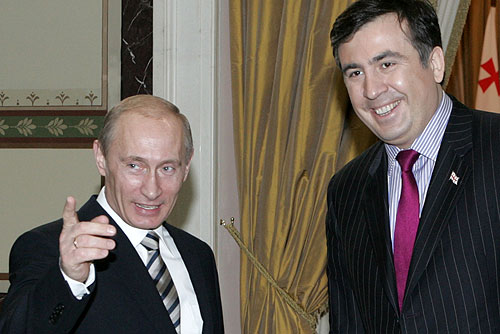
Putin e o então Presidente da Geórgia Mikheil Saakashvili em 2008

Uma série de disputas econômicas entraram em erupção entre a Rússia e alguns vizinhos, como a proibição da importação russa do vinho da Geórgia. E em alguns casos, como os litígios de gás entre a Rússia e Ucrânia, os conflitos econômicos afetaram outros países europeus, por exemplo, quando uma disputa de gás de janeiro de 2009 com a Ucrânia fez a empresa estatal russa Gazprom interromper suas entregas de gás natural à Ucrânia, deixando uma série de países europeus, para quem a Ucrânia transita gás russo, com grave escassez de gás natural.
Os planos da Geórgia e da Ucrânia para tornarem-se membros da OTAN causaram algumas tensões entre a Rússia e esses países. Em 2010, a Ucrânia abandonou esses planos. Putin alegadamente declarou em uma cúpula entre a OTAN e a Rússia em 2008 que, se a Ucrânia se unisse à OTAN, a Rússia poderia defender a anexação do leste ucraniano e da Crimeia. No encontro disse ao presidente dos Estados Unidos, George W. Bush, que "a Ucrânia nem sequer é um país!" enquanto no ano seguinte Putin se referiu à Ucrânia como "Pequena Rússia". Após a revolução ucraniana de 2014 em março de 2014, a Federação Russa anexou a Crimeia. Segundo Putin, isso foi feito porque "a Crimeia sempre foi e permanece sendo uma parte inseparável da Rússia". Após a anexação russa da Crimeia, disse que a Ucrânia inclui "regiões do sul histórico da Rússia" e "foi criada por capricho dos bolcheviques". Continuou a declarar que a derrota de fevereiro de 2014 do presidente ucraniano Víktor Yanukóvytch fora orquestrada pelo Ocidente como uma tentativa de enfraquecer a Rússia. "Os nossos parceiros ocidentais cruzaram uma linha, comportaram-se de forma grosseira, irresponsável e pouco profissional", disse Putin, acrescentando que as pessoas que chegaram ao poder na Ucrânia eram "nacionalistas, neonazistas, russófobos e antissemitas". Em um discurso de julho de 2014, no meio de uma insurgência armada no leste da Ucrânia, Putin afirmou que usaria o "arsenal inteiro" da Rússia e "o direito à autodefesa" para proteger os russos fora da Rússia.
No final de agosto de 2014, afirmou: "As pessoas que têm suas próprias opiniões sobre a história e a história do nosso país podem discutir comigo, mas parece-me que os povos russos e ucraniano são praticamente um povo só". Depois de fazer uma declaração semelhante no final de dezembro de 2015, Putin disse: "a cultura ucraniana, bem como a literatura ucraniana, certamente têm uma fonte própria".

A União Eurasiática com os atuais membros: Rússia, Armênia, Bielorrússia, Cazaquistão e Quirguistão

Em agosto de 2008, o presidente georgiano Mikheil Saakashvili tentou restaurar o controle sobre a região separatista de Ossétia do Sul. No entanto, o exército georgiano foi logo derrotado na resultante Guerra da Ossétia do Sul em 2008, depois que as forças regulares russas entraram na Ossétia do Sul e depois na Geórgia propriamente dita, e também abriram uma segunda frente em outra província separatista da Abecásia junto às forças abecásias. Durante esse conflito, de acordo com o diplomata francês Jean-David Levitte, Putin pretendeu depor o presidente georgiano e declarou: "Vou pendurar Saakashvili pelas bolas".
Apesar das tensões existentes ou passadas entre a Rússia e a maioria das ex-repúblicas soviéticas, Putin seguiu a política de integração euro-asiática (eurasianismo). Putin endossou a ideia de uma União Eurasiática em 2011, O conceito foi proposto pelo presidente do Cazaquistão em 1994. Em 18 de novembro de 2011, os presidentes da Bielorrússia, do Cazaquistão e da Rússia assinaram um acordo determinando o objetivo de estabelecer a União Eurasiática até 2015. A União Eurasiana foi criada em 1 de janeiro de 2015.
Em 24 de Fevereiro de 2022, Putin, num discurso televisionado, anunciou uma "operação militar especial" lançando uma invasão militar em grande escala da Ucrânia.

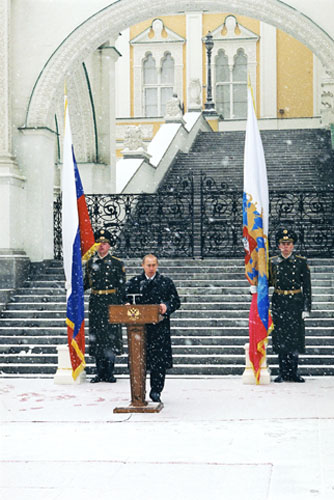
Vladimir Putin é o Comandante Supremo das Forças Armadas da Federação Russa

#### OTAN e Estados Unidos
As relações da Rússia com a OTAN e os Estados Unidos passaram por diversos passos. No primeiro mandato de Putin, as relações eram de cautela. Após os Ataques de 11 de setembro de 2001, Putin apoiou os Estados Unidos na Guerra ao Terror — foi quando a oportunidade de uma parceria apareceu. Sob Putin, a Rússia modificou suas relações com os Estados Unidos e Reino Unido, já que adotou uma postura mais independente, caracterizada pela política de não-intervenção, contrária à dos norte-americanos e britânicos.
Contudo, os Estados Unidos responderam com a expansão das áreas militarizadas da OTAN em direção das fronteiras russas, resultando no cancelamento unilateral do Tratado sobre Mísseis Antibalísticos, o ABM, assinado em 1972 pelos então presidentes Brezhnev e Ford. De 2003 em diante, quando a Rússia foi contra a Guerra do Iraque e Putin tornou-se menos próximo do Ocidente em suas decisões, as relações continuaram a deteriorar-se. De acordo com o especialista Stephen Cohen, a posição da imprensa norte-americana, seguindo os passos da Casa Branca, tornou-se profundamente anti-Putin, saturada de acusações que Putin seria o culpado de problemas que na realidade já afetavam a Rússia desde os anos 1990, e afirmando que Putin foi pessoalmente responsável pelo assassinato de vários opositores políticos, como a jornalista Anna Politkovskaia e o agente desertor do KGB em Londres, Alexander Litvinenko.

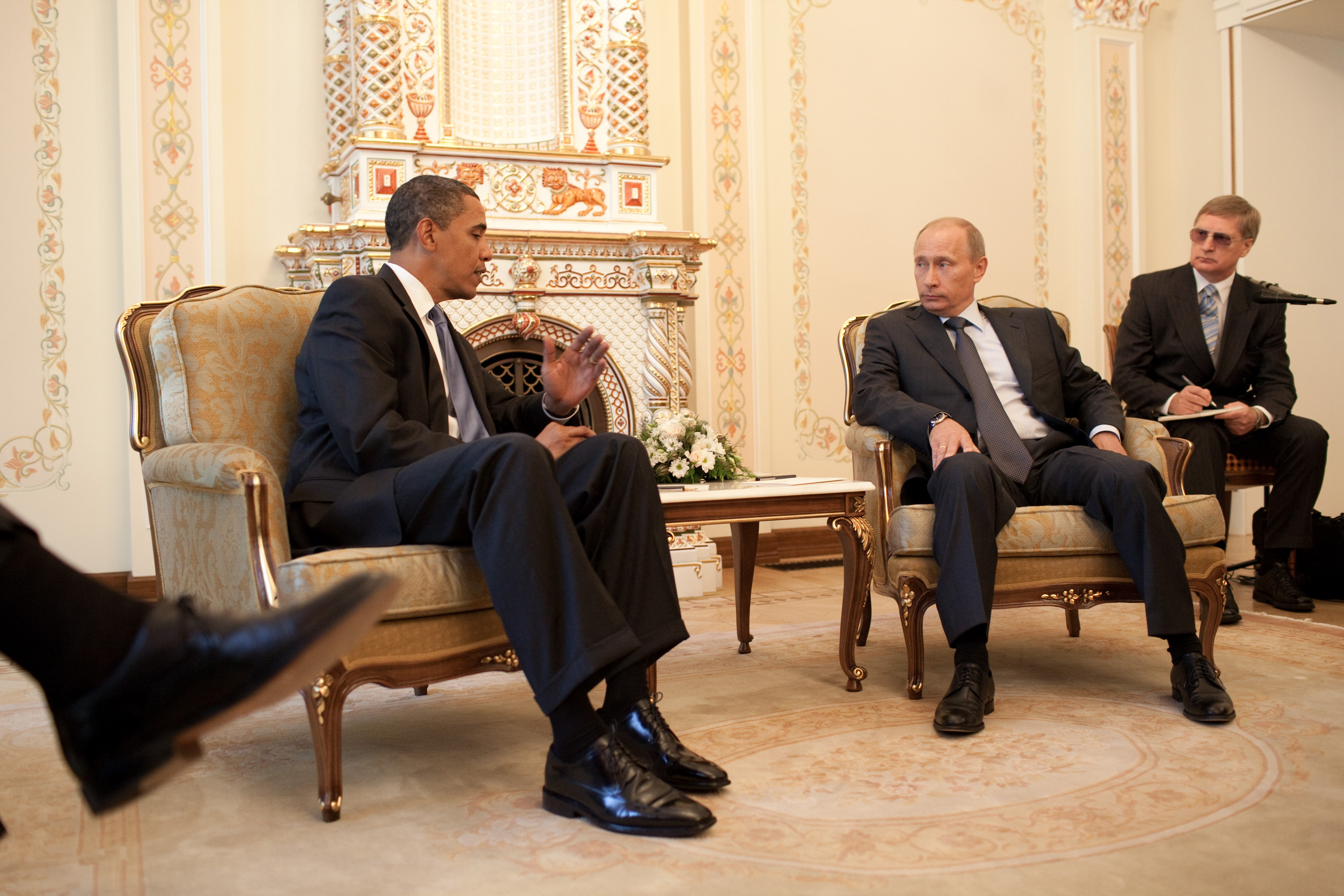
Barack Obama e Vladimir Putin em 2009

Em Fevereiro de 2007, na conferência anual da cidade de Munique sobre política de segurança, em seu discurso, Putin criticou abertamente aquilo que chamou de monopólio de domínio dos Estados Unidos nas relações internacionais, e o "uso excessivo de força nas relações internacionais". Também afirmou que o resultado disso é que "ninguém se sente seguro, porque ninguém é capaz de ver o Direito internacional como uma muralha capaz de proteger-nos. É claro que uma política deste tipo estimula uma corrida armamentista". Nesse discurso, que ficou mundialmente conhecido pelo desafio feito à OTAN por parte da Rússia, país que chefiava o antigo Pacto de Varsóvia, Putin pediu por uma "ordem mundial justa e democrática, que garanta segurança e prosperidade não a poucos, mas a todos". Suas afirmações foram recebidas com críticas por alguns delegados, como o ex-secretário da OTAN Jaap de Hoop Scheffer, que chamou o discurso de "decepcionante e nada útil".
Putin se opôs publicamente aos planos dos Estados Unidos em criar um escudo de mísseis na Europa e, em 7 de junho de 2007, apresentou ao presidente George W. Bush uma contraproposta, pela modernização e compartilhamento da estação de radar de Qabala, no Azerbaijão, em vez da construção de um novo sistema na República Tcheca, de acordo com os planos de Bush. Putin disse que não seria necessário aplicar mísseis interceptores na Polônia, já que seria melhor situar os mísseis na Turquia, membro da OTAN, ou no Iraque. Putin sugeriu o envolvimento de todos países europeus interessados no projeto. A proposta foi recusada. A Rússia suspenderia a sua participação no Tratado das Forças Armadas Convencionais Europeias em 11 de dezembro de 2007.
Vladimir Putin também se opôs fortemente à secessão de Kosovo da Sérvia. Disse que qualquer apoio a esse ato seria "imoral" e "ilegal". Descreveu a declaração de independência de Kosovo como um evento terrível que atingirá o Ocidente "na cara". Ainda afirmou que os acontecimentos em Kosovo destruirão todo o sistema de relações internacionais, desenvolvido através de séculos.
Em 2014, em meio à crise política na Ucrânia, Putin considerou uma intervenção militar na Crimeia, cuja maioria da população é russa e aonde o presidente deposto, Viktor Yanukovich, seu aliado, havia fugido. Além disso, homens armados não identificados a favor da Rússia haviam tomado prédios públicos e aeroportos da região, onde se localiza a frota marítima russa do Mar Negro. Em 1 de março, o Soviete da Federação aprovou a ação militar, enviando 2 000 homens à região, após apelo do primeiro-ministro. A chefe do Soviete, Valentina Matvienko, afirmou que "“a Rússia não pode ficar indiferente ao fato de as vidas dos russos na Crimeia estarem em perigo”. Em Donetsk, outra cidade de maioria russa, milhares de cidadãos saíram às ruas para apoiar a Rússia. O presidente americano, Barack Obama, entretanto, alertou Putin com relação aos riscos dessa invasão.

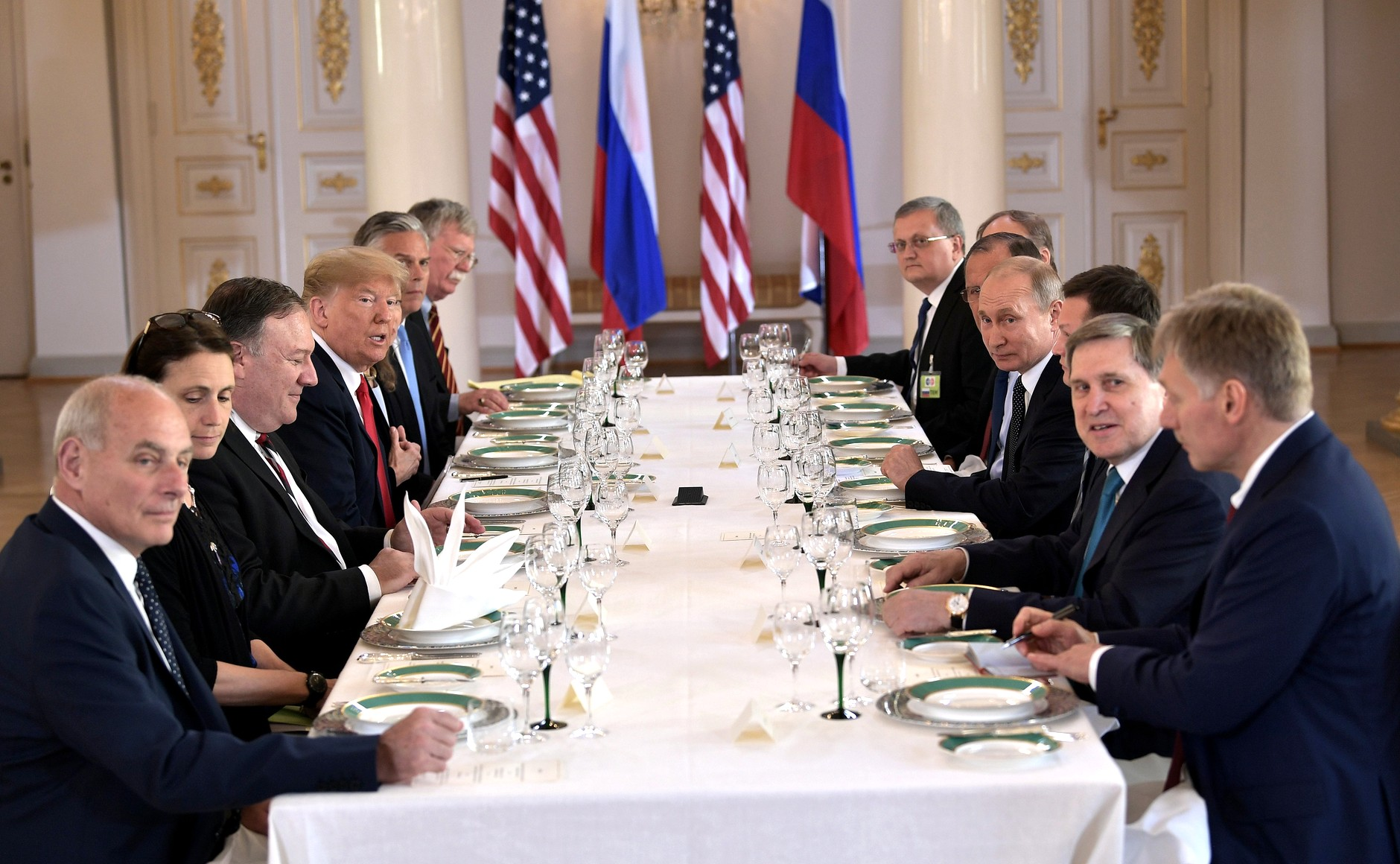
Delegações dos EUA, chefiada por Donald Trump e da Rússia chefiada por Putin, durante a Cúpula Estados Unidos-Rússia (Helsinque, 16 de julho de 2018)

Com a tragédia do Voo Malaysia Airlines 17, abatido na Ucrânia, o governo russo foi acusado de entregar armamentos avançados aos rebeldes separatistas e fornecer treinamento para que eles usassem esses equipamentos. Putin negou que seu governo estivesse apoiando os separatistas e afirmou que as acusações eram precipitadas. Ele também afirmou que iria exigir que os separatistas permitissem o acesso de especialistas internacionais ao local da queda do avião. O presidente russo ainda declarou que "ninguém deveria e ninguém tem o direito de usar esta tragédia para atingir fins políticos próprios", completou dizendo que "tais eventos não deveriam separar as pessoas, mas uni-las".
Integrantes do governo estadunidense acusaram-no de liderar a interferência russa na eleição presidencial nos Estados Unidos em 2016, contra Hillary Clinton e a favor da candidatura de Donald Trump, alegação que tanto Trump quanto Putin frequentemente negam e criticam. Antes de depor perante um comitê do senado dos Estados Unidos, criado para investigar tal interferência, Victoria Nuland, ex-embaixadora dos EUA na OTAN, descreveu a si mesma como "um alvo rotineiro de medidas ativas russas".

Em 30 de Setembro de 2022, Vladimir Putin fez um discurso sobre a situação de anexação das províncias de Donetsk, Lugansk, Zaporíjia e Khérson:
É sem dúvida um direito deles, um direito inerente selado no artigo 1 da Carta das Nações Unidas, que declara diretamente o princípio de igualdade de direitos e autodeterminação dos povos.
Repito, é um direito inerente do povo. É baseado em nossa afinidade histórica, e é esse direito que levou gerações de nossos antecessores, aqueles que construíram e defenderam a Rússia durante séculos desde o período da Antiga Rus, à vitória.

Aqui em Novorossiya, Rumyantsev, Suvorov e Ushakov travaram suas batalhas, e Catarina a Grande e [Grigory] Potyomkin fundaram novas cidades. Nossos antepassados lutaram aqui até o amargo fim durante a Grande Guerra Patriótica.

#### Reino Unido
Em meados dos anos 2000, a crise que se emergiu nas relações entre Rússia e Reino Unido originou-se da decisão britânica em oferecer asilo político ao inimigo político de Putin, o oligarca Boris Berezovski, em 2003. O Reino Unido também ofereceu asilo político a diversos cidadãos fugitivos da Rússia, como o líder rebelde da Chechênia, Akhmed Zakaiev.

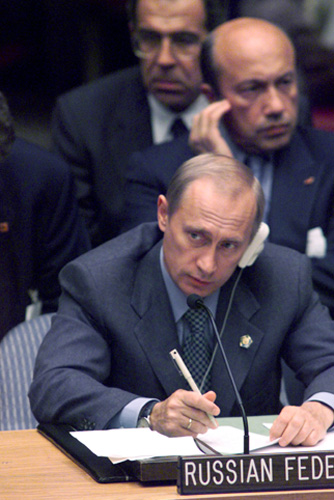
Putin participando do Conselho de Segurança da ONU

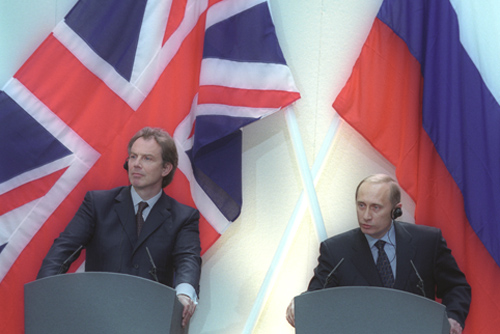
Putin e o primeiro-ministro britânico Tony Blair, no ano 2000

Em 2006, descobriu-se que o Reino Unido estava espiando a Rússia através de uma rocha falsa, localizada na rua e contendo equipamentos eletrônicos que permitiam a diplomatas britânicos receber e transmitir informações. O serviço secreto russo, o FSB, ligou a pedra a alegações de que os britânicos estariam fazendo pagamentos secretos a grupos de defesa dos direitos humanos, e no mesmo ano em que Putin introduziu uma lei que restringia as ONGs russas de defesa dos direitos humanos de receber dinheiro do exterior. O resultado foi o fechamento de diversas ONGs. Em 2006, a oposição liberal da Rússia acusou o FSB de ter plantado a rocha espiã, mas em 2012, Jonathan Powell, ex-assessor do primeiro-ministro britânico Tony Blair, confirmou que a história da rocha era verdadeira.
O fim de 2006 deixou as relações ainda mais tensas entre os dois países, com a morte do ex-agente fugitivo do KGB, Alexander Litvinenko, envenenado por polônio em Londres. Andrei Nekrasov e Alexander Goldfarb, que também é chefe de uma fundação comandada por Berezovski, fizeram queixas contraditórias de que Litvinenko teria ditado um testamento ao seu advogado — ou concordado com um testamento feito por Goldfarb — no qual Putin era acusado diretamente de seu assassinato. Críticos duvidaram que Litvinenko seja o verdadeiro autor do testamento mostrado. Quando questionado sobre as supostas acusações de Litvinenko, Putin disse que um testamento escrito após a morte do autor "por si só não merece comentários", e apresentou sua convicção de que toda a história foi usada para fins políticos. Em 2012, quando a viúva de Litvinenko admitiu que seu marido trabalhara para o serviço secreto britânico, o pai de Litvinenko disse que os serviços secretos russos tinham o direito de executar traidores, e lamentou a participação do filho "na obscura campanha contra a Rússia em geral e o presidente Putin em particular".
Em 2007, a crise terminou com a expulsão de quatro cônsules russos do Reino Unido, devido à Rússia ter recusado o pedido de extraditar do ex-guarda-costas do KGB Andrei Lugovoi, para que fosse julgado no Reino Unido por seu envolvimento no assassinato de Litvinenko. A constituição russa proíbe a extradição de cidadãos russos a outros países. Como represália ao ato britânico, a Rússia expulsou diplomatas britânicos e anunciou que suspenderia a emissão de vistos para autoridades britânicas e congelaria a cooperação contra o terrorismo, em resposta à suspensão dos contatos britânicos com o FSB. Mais tarde, Lugovoi tornar-se-ia um deputado na Duma Federal, ganhando imunidade contra processos na Rússia. Em 10 de dezembro de 2007, o embaixador britânico em Moscou, Tony Brenton, reagiu dizendo que "é uma pena que um homem acusado de um assassinato ganhe privilégios políticos. Não faz nada bem à Rússia ter Lugovoi no parlamento, isso torna tudo ainda mais suspeito". No mesmo dia, a Rússia pediu ao British Council que parasse suas atividades no país.

#### América Latina
Putin e seu sucessor, Dmitri Medvedev, mantiveram boas relações com a Venezuela de Hugo Chávez, muito provavelmente por conta do comércio de material bélico — desde 2005 a Venezuela comprava mais de quatro bilhões de dólares em armamentos da Rússia. Em Setembro de 2008, a Rússia enviou bombardeiros Tupolev Tu-160 à Venezuela.

### Oriente Médio

#### Líbia

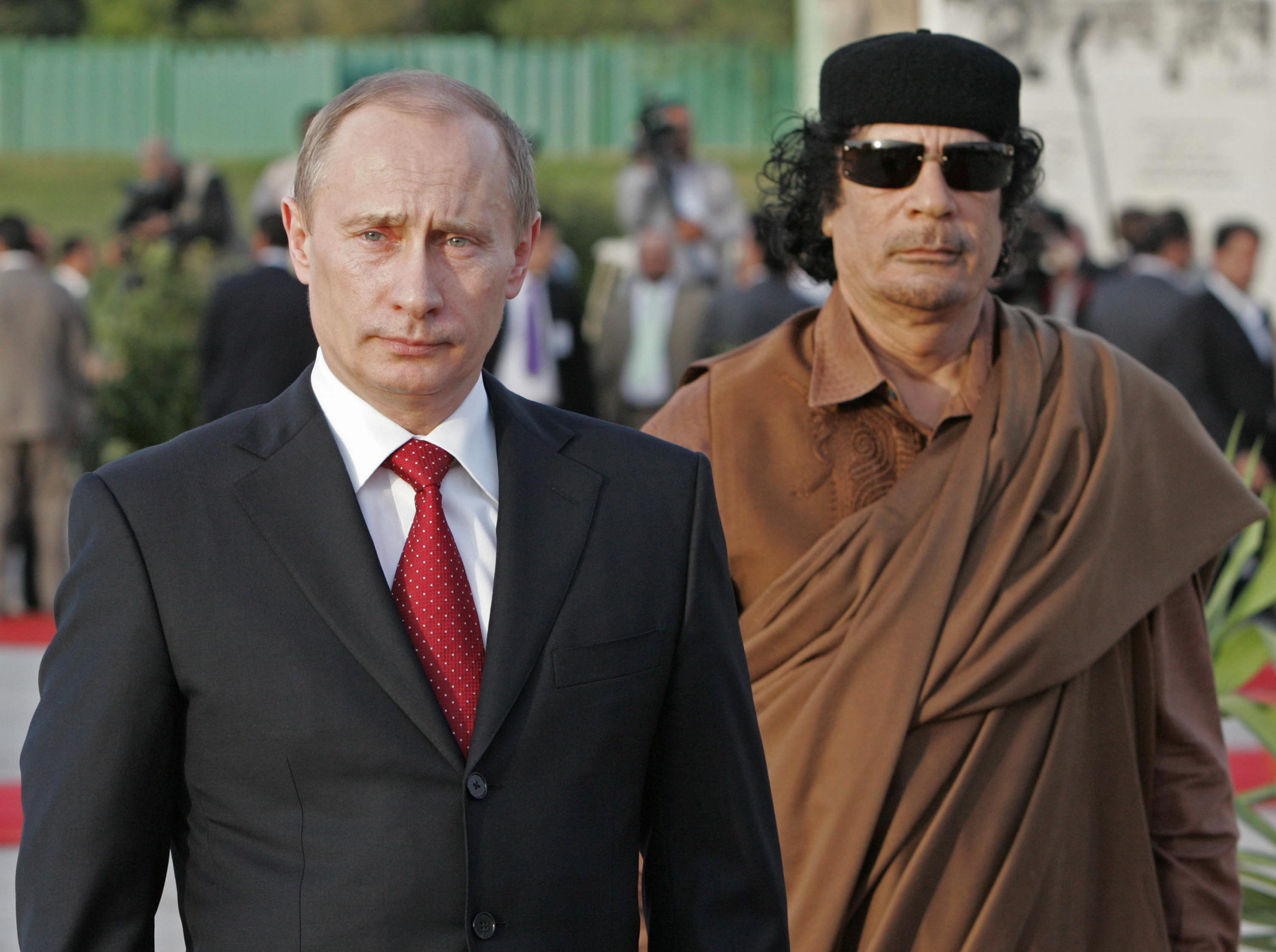
Putin com o líder líbio Muammar Gaddafi. Os dois líderes pretendiam estabelecer um grupo alternativo de países produtores de petróleo

Com o início da Guerra Civil Líbia, Putin condenou as intervenções militares do país, considerando a resolução da ONU como "defeituosa e falha", declarando que ela "permite tudo e faz lembrar as Cruzadas medievais". Durante todo o episódio, Putin condenou as medidas tomadas pela OTAN. Ao saber da morte de Gaddafi, Putin denominou o ato como um "homicídio planejado", questionando "Eles mostraram ao mundo todo como Gadaffi fora morto. Havia sangue por todos os lados. É isso que eles chamam de Democracia?".

#### Síria
Segundo o correspondente Dmitri Trenin, do New York Times, entre 2000 e 2010, a Rússia de Putin vendeu cerca de US$ 1,5 bilhão de dólares em armamentos para a Síria, fazendo de Damasco o sétimo maior cliente de Moscou. Durante toda a Revolução Síria, a Rússia ameaçou vetar quaisquer sanções contra o governo sírio, continuando a vender armas para o governo de Bashar Al-Assad. Putin se opôs contra qualquer intervenção estrangeira. Em Paris, no dia 1 de junho de 2012, rejeitou a declaração do presidente François Hollande, exigindo que Assad se retirasse. Putin propagou o discurso governista do governo de Assad de que os militantes contrários ao regime eram muito mais responsáveis pelo banho de sangue do que as próprias forças sírias e adeptos do governo. Putin questionou: "Quantas pessoas pacíficas terão sido mortas pelos ditos militantes? Vós contastes? Há ainda centenas de vítimas." Ele também se posicionou a respeito das antigas intervenções da OTAN e os seus resultados, questionando novamente: "O que está acontecendo na Líbia, no Iraque? Eles se tornaram mais seguros? O que eles estão planejando? Ninguém o sabe". Apesar disso, ele ofereceu a renúncia do presidente em troca da pacificação do país com uma transição controlada em 2012.
Em 17 de junho de 2013, na cúpula do G8 na Irlanda do Norte, Putin encontrou-se com o colega americano Barack Obama. O presidente dos EUA afirmou que os dois teriam visões diferentes sobre a guerra civil na Síria, mas compartilham do interesse em parar a violência e garantir que armas químicas não sejam usadas. Obama também afirmou que as equipes americanas e russas estariam trabalhando por uma conferência de paz sobre a Síria, que se deveria passar na Suíça. O presidente americano também convidou Putin a avançar no diálogo com o Irã, criticado pelos EUA e apoiado pela Rússia, após a eleição do candidato moderado Hassan Rohani.

## Ideologia

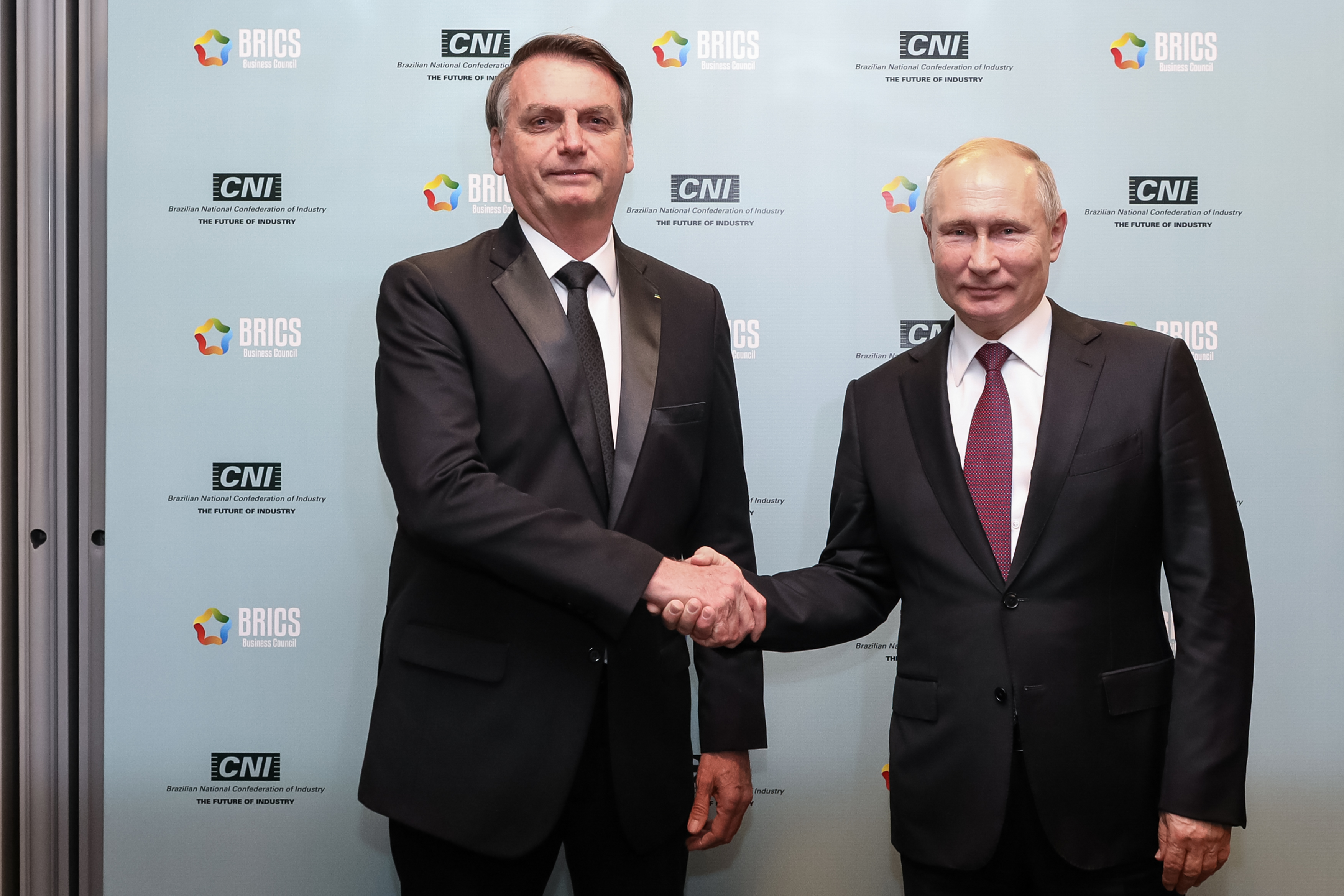
Vladimir Putin e o presidente do Brasil, Jair Bolsonaro, em 2019

Em termos de preferências políticas, cientistas políticos e jornalistas classificam Vladimir Putin como um conservador, embora um dos principais portais de notícias do mundo, Business Insider, acredite que Vladimir Putin não é um conservador, mas um verdadeiro político que é guiado unicamente pelos seus próprios interesses e não por princípios morais ou ideológicos.
Entre os filósofos e historiadores citados por Putin, há predominantemente conservadores de direita: Ivan Ilyin, Konstantin Leontiev, Lev Gumilev, Nikolai Berdiaev, Nikolai Karamzin, Dmitri Mendeleiev, Vladimir Solovyov. O filósofo favorito de Putin se chama Ivan Ilyin, um crítico consistente do poder comunista na Rússia. O filósofo Michel Elchaninov caracterizou as principais características da visão de mundo de Putin como o conservadorismo, a teoria antiocidental de um "caminho russo" especial e o eurasianismo.
O próprio Putin em 2011 e 2013 se autodenominou um "conservador não-comunista" e um pragmático com tendência conservadora, em 2014 ele se considerou um liberal e se autodenominou "o maior nacionalista da Rússia" (em 2018, acrescentando "o nacionalista mais correto e eficaz" na Rússia). numa das suas entrevistas televisivas em 2022, ele afirmou que vê o seu objetivo como "a unificação do povo russo". Segundo Peskov, Putin é cético e "sem otimismo" em relação à monarquia - o próprio Putin disse em 2016 que sempre gostou de ideias socialistas.
Putin falou duramente sobre os resultados das atividades e ideias do líder da Revolução de Outubro, Vladimir Lenin, acusando-o de destruir a Rússia histórica. Ao mesmo tempo, o período de centralização do poder por Stalin é percebido positivamente por Putin, mesmo apesar da dureza das repressões de Stalin que ele não nega. Putin se opôs à demonização do stalinismo, no entanto, de acordo com Alexei Venediktov , "Putin não é um stalinista, e ele não gosta de Stalin", e da Rússia monarcas ele considera Catarina II a mais agradável. Em dezembro de 2019, Putin dedicou vários discursos em fóruns internacionais e russos à questão da responsabilidade ocidental pela eclosão da Segunda Guerra Mundial, que equiparou os crimes de comunismo de Stalin ao nazismo.
Em 9 de junho de 2022, Putin comparou-se a Pedro I da Rússia e chamou a "devolução dos territórios" de objetivo da Rússia.

## Vida pessoal

### Família

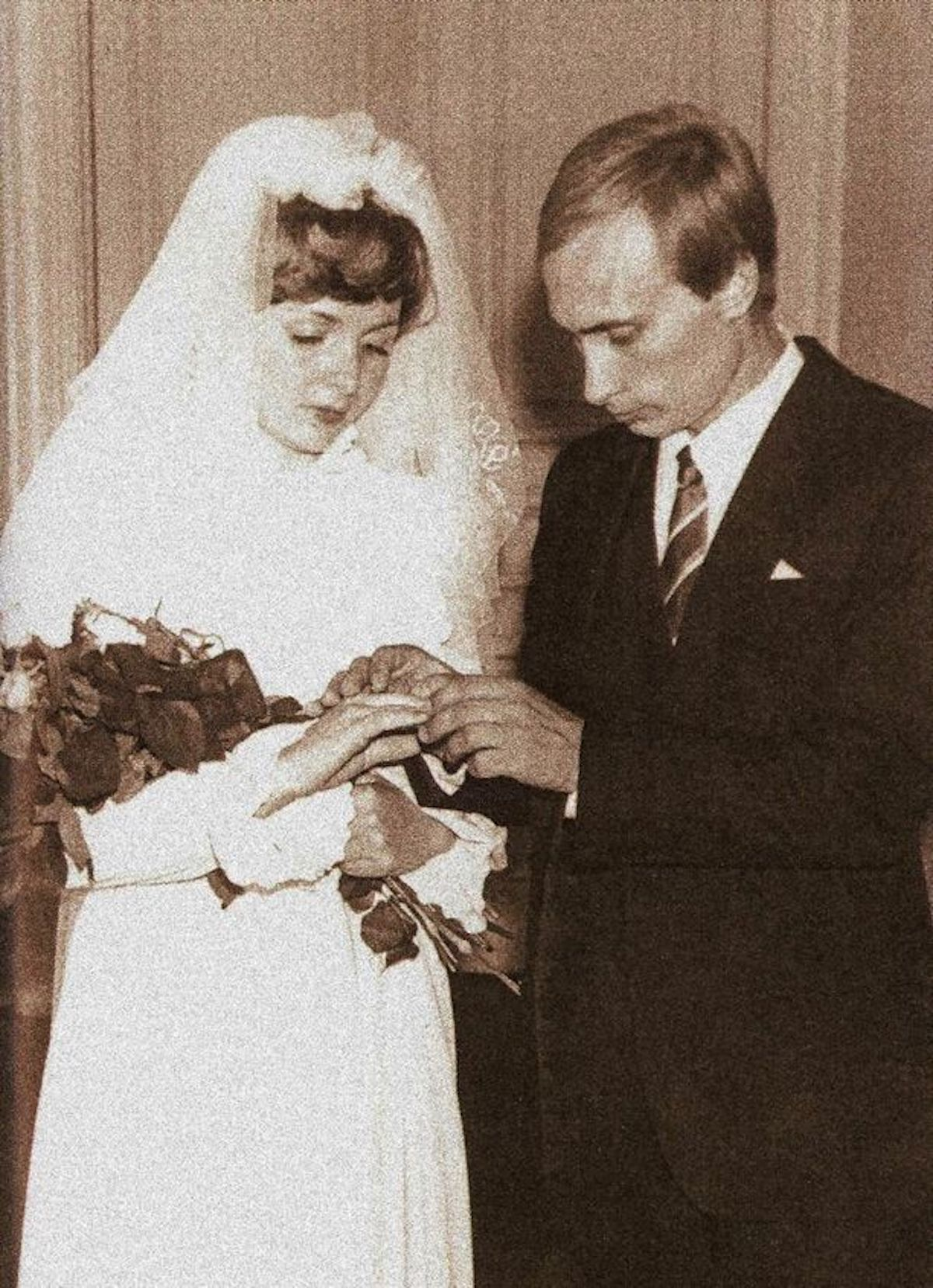
Vladimir Putin casando-se com sua esposa Ludmila

Putin foi casado com Ludmila Putina, que conheceu na universidade. Putin e Ludmila viveram na Alemanha entre 1985 e 1990. Pouco antes de voltar à União Soviética, houve rumores que Putin estaria envolvido com uma espiã alemã, e teria inclusive deixado uma criança para trás. Em 6 de junho de 2013, Putin e Ludmila anunciaram o divórcio ao vivo pela televisão russa.
Teve duas filhas com a ex-esposa: Maria Putina (nascida em Leningrado, 1985) e Ekaterina Putina (nascida em Dresden, Alemanha Oriental, 1986). Suas filhas cresceram na Alemanha Oriental e estudaram em escolas alemãs em Moscou, até a posse do pai como Primeiro-Ministro. Futuramente, elas estudariam economia internacional na Academia de Finanças de Moscou. Fotografias de suas filhas são raramente divulgadas pela imprensa russa, por razões de segurança, e diferentemente da família Iéltsin, a família Putin não possui uma foto familiar para fins oficiais.
É pai de Luiza Rozova nascida em 3 de março de 2003 em São Petersburgo, fruto de uma relação com a sua ex-funcionária Svetlana Krivonogikhestá. A mãe passou de empregada a multimilionária sócia de um dos maiores bancos russos.
Em março de 2022, o jornal britânico Daily Star divulgou que de acordo com relatórios do Pentágono e da Ucrânia, Putin estaria com câncer terminal no intestino. No entanto, tal afirmativa foi "sugerida" por Putin apresentar aspectos de que estaria "fazendo uso de medicamentos quimioterápicos ou esteroides" após ser visto com o "rosto inchado" durante o período de invasão à Ucrânia.

### Religião
Em janeiro de 2012, durante a campanha eleitoral, Putin disse que na infância foi batizado na Igreja Ortodoxa. O batismo ocorreu em novembro de 1952 (no dia de São Miguel) em Leningrado, na Catedral da Transfiguração.
Putin traçou repetidamente paralelos entre o cristianismo e a ideologia comunista, argumentando que os principais valores do Código do Construtor do Comunismo — "liberdade, fraternidade, igualdade, justiça" — afirmando que a experiência socialista da Rússia como União Soviética foi uma utopia — "estão todos estabelecidos nas Sagradas Escrituras, está tudo lá […] As ideias são geralmente boas […], mas a implementação prática destas ideias maravilhosas no nosso país estava longe do que os socialistas utópicos estabeleceram".

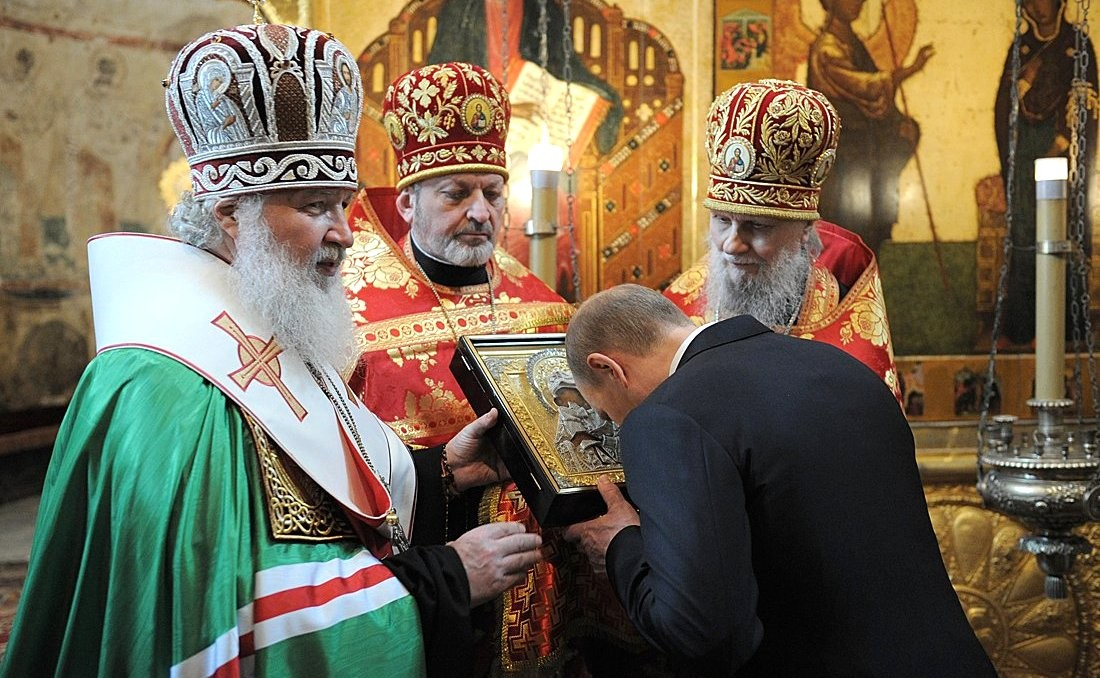
A Catedral da Anunciação no Kremlin de Moscou

Putin se reunia regularmente com o Patriarca Aleixo II de Moscou e de toda a Rússia (a partir de 31 de dezembro de 1999, dia em que Boris Yeltsin transferiu o poder presidencial para Putin, e 11 de janeiro de 2000, quando Putin, junto com Aleixo II, participou de uma recepção cerimonial no Kremlin, dedicado à celebração do 2.000.º aniversário da Natividade de Cristo), encontra-se com o Patriarca Cirilo I de Moscou e de toda a Rússia participa de serviços religiosos, durante viagens pelo país visita várias igrejas e mosteiros ortodoxos, e durante os serviços religiosos faz o sinal da cruz. Desde o início dos anos 2000, tem circulado na mídia uma suposição não confirmada de que o confessor de Putin é um arquimandrita (mais tarde Metropolita) Tikhon Shevkunov.
Durante uma visita à Chechénia, de maioria muçulmana sunita, Putin beijou o Alcorão, num gesto simbólico de diálogo interreligioso.

### Riqueza pessoal

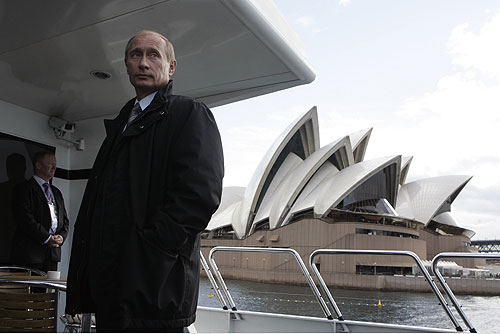
Vladimir Putin a bordo de seu iate privado na baía de Sydney

Cálculos de 2007 estipulam que a riqueza de Putin é de aproximadamente 3,7 milhões de rublos (cerca de R$ 206,5 mil) em contas bancárias, um apartamento de 77 m² em São Petersburgo, 260 ações do Banco de São Petersburgo e dois automóveis Volga M21 dos anos 1960 herdados de seu pai, mas que não são registrados para uso rodoviário. Em 2012 Putin declarou uma renda de 3,6 milhões de rublos (cerca de de R$ 200,9 mil). O relatório fez com que líderes da oposição, como Boris Nemtsov, questionassem como Putin é capaz de manter certas posses, como seus 11 relógios de luxo com valor estimado de US$ 700 mil (cerca de R$ 2,8 milhões).
Em 2017, estimou-se a fortuna de Putin em cerca de US$ 200 bilhões de dólares, entre contas bancárias no exterior e bens, muitos adquiridos supostamente de maneira ilícita, como mansões e super-iates. Quando questionado em uma conferência de imprensa, em 14 de fevereiro de 2008, se era a pessoa mais rica da Europa, como alguns jornais afirmaram, Putin respondeu: "Sim, sou o homem mais rico não somente da Europa, como também do mundo, eu acumulo emoções, eu sou rico e satisfeito pelo fato de o povo russo ter-me confiado duas vezes a liderança de um país tão glorioso como a Rússia, e considero que essa é a minha maior riqueza. Quanto aos rumores sobre riqueza material, olhei esses documentos, e isso é conversa fiada, indigno de discussão, pura besteira. Eles enfiaram o dedo nos narizes deles e mancharam esses papéis com a sujeira que saiu. É isso que acho".

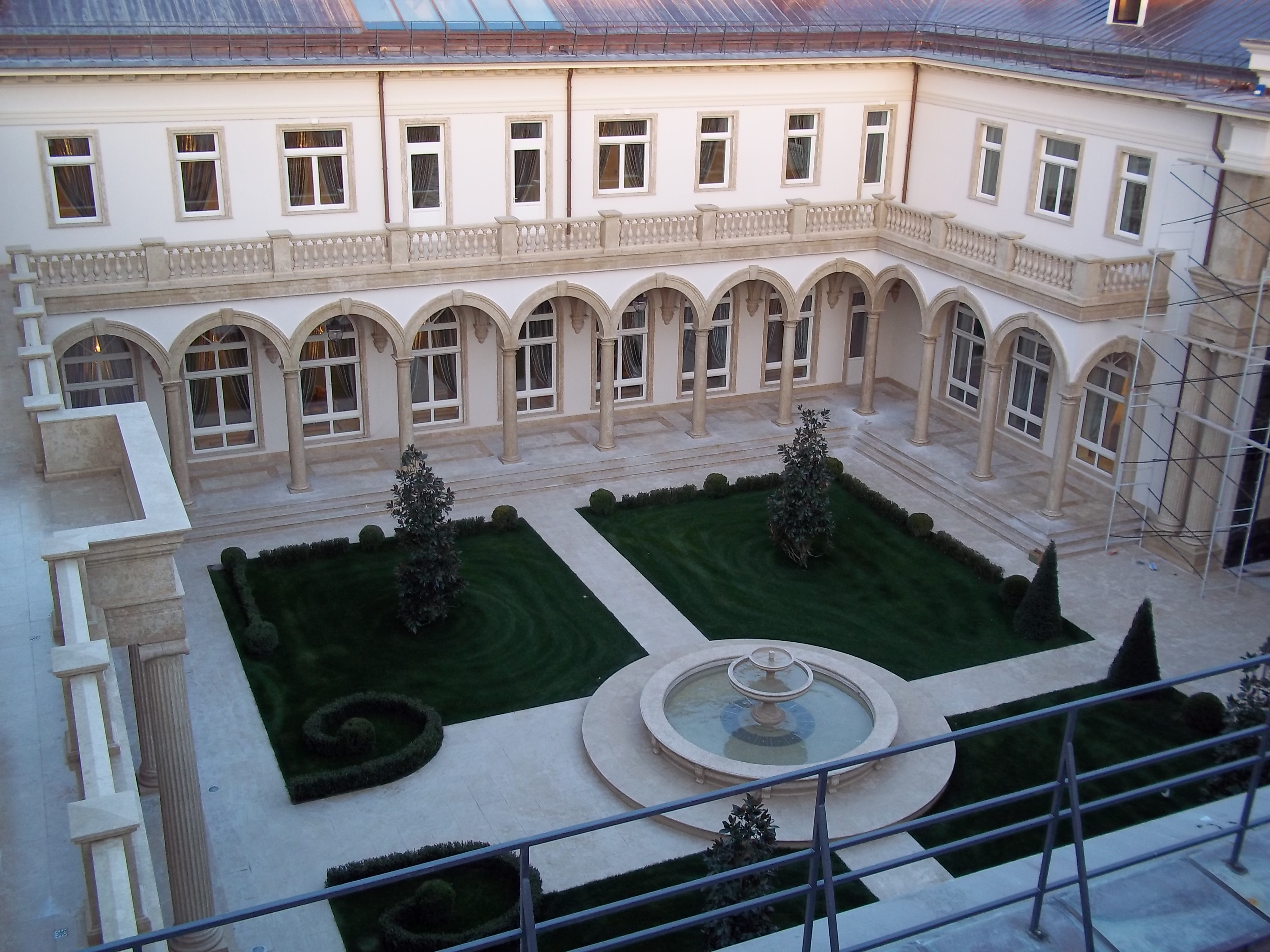
Vista do pátio interior do alegado palácio de Putin

A 19 de Janeiro de 2021, publicou-se uma investigação do opositor Alexei Navalny e da FBK (Fundação Anti Corrupção, uma ONG) acusando Putin de utilizar fundos obtidos fraudulentamente para construir uma enorme propriedade para si próprio perto da cidade de Gelendzhik em Krasnodar Krai, naquilo a que ele chamou "o maior suborno do mundo". O assunto foi noticiado pela primeira vez em 2010 após o empresário Sergei Kolesnikov, que estava envolvido no projeto, ter dado detalhes sobre o mesmo. Segundo a investigação, a propriedade tem 39 vezes o tamanho do Mónaco, com o Serviço Federal de Segurança (FSB, a sucessora do KGB) possuindo 70 quilómetros quadrados de terreno à volta do palácio, e a construção custou mais de 100 mil milhões de rublos (1,35 mil milhões de dólares). Exibiram-se imagens aéreas da propriedade obtidas por um drone, e uma planta detalhada do palácio que a Navalny e o FBK disseram ter sido dada por um empreiteiro, o que foi comparado com fotografias do interior do palácio que se divulgaram na Internet em 2011. A investigação também pormenorizou um elaborado esquema de corrupção, alegadamente envolvendo o círculo interno de Putin, que teria permitido a Putin esconder biliões de dólares para construir a propriedade. A equipe de Navalny também disse que conseguiu confirmar a informação sobre as alegadas amantes de Putin, Svetlana Krivonogikh e Alina Kabaeva. O vídeo da Navalny no YouTube obteve mais de 20 milhões de visualizações em menos de um dia. O porta-voz do Kremlin, Dmitry Peskov, numa conferência de imprensa, chamou à investigação um "esquema" e disse que os cidadãos deveriam "pensar antes de transferir dinheiro a esses bandidos".
Navalny comentou: "Existem vedações inexpugnáveis, o seu próprio porto, a sua própria segurança, uma igreja, o seu próprio sistema de acesso, uma zona de interdição de voo e até o seu próprio posto de controlo fronteiriço. É um estado absolutamente separado dentro da Rússia".

### Artes marciais
Putin é conhecido praticante de artes marciais. Pratica sambo (graduado como mestre - faixa azul) e judô (faixa preta, sexto dã).
Embora não seja o primeiro político praticante de artes marciais, é o que possui os melhores resultados. Em função desses resultados, possui os títulos honorários de presidente da Federação Internacional Amadora de Sambo (FIAS) e da Federação Internacional de Judô (FIJ).

### Música e Pintura
Em Dezembro de 2010, em um concerto organizado para uma fundação de caridade para crianças de São Petersburgo, Putin tocou no piano a canção popular russa Pátria, que era a música tema do seriado de espionagem favorito de Putin. No mesmo evento, ele cantou em inglês a canção Blueberry Hill, de Fats Domino, em um auditório formado por diversos astros europeus e de Hollywood, como Kevin Costner, Kurt Russell, Sharon Stone, Alain Delon e Gérard Depardieu.
Um quadro pintado por Putin em 2008, sob o nome "Узор на заиндевевшем окне", foi vendido, em São Petesburgo, por 37 milhões de rublos (860 000 euros). A pintura foi feita para uma coleção de pinturas de personalidades russas famosas. Os pintores escolhidos deveriam ilustrar uma das letras do alfabeto russo, de modo a ligar o quadro ao conto Véspera de Natal, de Nikolai Gogol, que naquele ano celebraria seus 200 anos. O ano de finalização da pintura, que ilustrava uma janela coberta de neve entre uma cortina de estilo ucraniano, coincidiu com a disputa de gás entre Rússia e Ucrânia, responsável por deixar diversos países europeus sem gás em pleno Janeiro.

## Imagem pública

As fotos em tronco nu de Vladimir Putin foram descritas como uma forma de propaganda

Putin cultiva uma imagem pública de atividade ao ar livre, desportiva e dura, demonstrando a sua destreza física e participando em atos invulgares ou perigosos, tais como desportos radicais e interação com animais selvagens, parte de uma abordagem de relações públicas que, segundo a Wired, "cultiva deliberadamente a imagem de macho, super-herói". Por exemplo, em 2007, o tabloide Komsomolskaya Pravda publicou uma enorme fotografia de férias de Putin, de tronco nu, nas montanhas siberianas sob a manchete: "Seja como Putin". Algumas das atividades foram criticadas por serem encenadas.
Seu governo geralmente é comparado e descrito por alguma mídia especializada pró-Putin com as administrações ao longo da história norte-americana, como os governos de Abraham Lincoln e de Franklin Delano Roosevelt. De acordo com Caleb Maupin, tal como Lincoln, tinha uma visão moralista e cristã da política, ignorou partes da constituição americana para suprimir a autonomia local, rivalizou com as elites exportadoras tradicionais do país e com a elite do sistema financeiro, tomou posse como um político moderado e conciliador, concordando entrar para a política por causa da persuasão de seus admiradores. Também ambos se basearam em uma aliança com o Estado Russo, cujo czar também havia abolido a servidão em 1861, cooperando com Lincoln para contrapor a um apoio britânico aos confederados. Ambos se ancoravam em movimentos sociais da época, sejam eles esquerdistas ou radicais, embora nenhum dos dois seja marxistas ou socialistas, mas críticos ao capitalismo sem fiscalização, segundo Maupin. Ambos os governos são hoje considerados populares em seus países e são demonizados pela mídia durante vários anos. Outros autores comparam as suas políticas com a tática conservadora de Nixon.
As comparações entre o seu governo e o do Roosevelt estão no campo da economia e das relações internacionais, sendo que, ainda segundo Caleb Maupin, ambos os governos tiveram que lidar com crises econômicas anteriores a suas posses e buscaram alianças políticas para resolver guerras da época na base do consenso, tributaram as elites, fiscalizaram o setor financeiro, investiram na indústria de base, rejeitaram a russofobia e tiveram apoio amplo de setores progressistas e de esquerda e enfrentaram fascistas.
José Milhazes comenta a opinião corrente de que Putin pôs fim ao regime oligárquico na Rússia, que não passaria de um dos vários mitos criados pelos órgãos de informação controlados pelo governo russo. Putin não pôs fim a esse regime, antes substituiu alguns dos oligarcas e acrescentou outros à casta - os seus aliados e favoritos.

### Putinismos

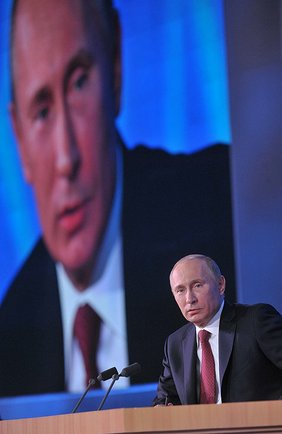
Putin em uma de suas conferências anuais, conhecidas como linhas-diretas

Assim como o primeiro-ministro Victor Chernomyrdin, cujas inúmeras declarações atrapalhadas e gafes verbais ficaram mundialmente conhecidas, Putin produziu um grande número de aforismos e bordões, conhecidos como putinismos. Vários deles foram criados durante suas conferências anuais de perguntas e respostas, em que Putin responde questões de jornalistas e do auditório, assim como de russos espalhados pelo país, que ligam pessoalmente ou comunicam-se através de estúdios localizados em toda a Rússia. Putin é conhecido pela sua linguagem forte, direta e afiada. Os exemplos mais populares de putinismos incluem:
- Мочить в сортире. — "Arrebentar na latrina". Um dos putinismos mais antigos, criado em setembro de 1999, quando Putin prometeu acabar com os terroristas onde quer que estivessem, incluindo banheiros públicos.[254]
- Она утонула. — "Afundou". Essa foi a curta resposta que Putin deu à questão de Larry King, em setembro de 2000, quando perguntado sobre o que se passou com o submarino Kursk. Putin foi criticado pelo cinismo presente nesta resposta.[carece de fontes?]
- Пахал как раб на галерах. — "Arei como um escravo numa galé". Foi assim que Putin descreveu seu trabalho como presidente entre 2000 e 2008, durante uma conferência, em Fevereiro de 2008. A frase tornou-se popular e até mesmo transformada, por conta de uma corruptela — "как раб" ("como um escravo") soa muito parecido com "как краб" ("como um caranguejo") — o que lhe rendeu o apelido na internet de Krabbe (gíria russa para caranguejo), enquanto o presidente Medvedev foi apelidado, por alguma razão, de "Mamangaba".[255]
- От мертвого осла уши. — "As orelhas dum asno morto". De acordo com Putin, é isso que a Letônia receberia se continuasse reivindicando o distrito de Pytalovski, que faz fronteira com o país. Após a declaração de Putin, a Rússia e a Letônia assinaram um tratado em que a Letônia retirava suas reivindicações territoriais.[256]
- Шакалить у иностранных посольств. — "Estrebuchar em frente de embaixadas estrangeiras". Nessa frase, Putin refere-se à oposição não sistêmica russa, caracterizando-a como um grupo sem qualquer apoio da população que implora por dinheiro e apoio dos governos estrangeiros.[257]
- Как минимум государственный деятель должен иметь голову. — "No mínimo, um chefe de Estado deve ter cérebro". Foi essa sua resposta à secretária de Estado dos EUA, Hillary Clinton, que o acusou de não ter alma, por conta de ter sido um oficial do KGB.[258]
- Ручку верните! — "Devolve-me a caneta!". Essa ordem foi dada por Putin ao oligarca industrial Oleg Deripaska, que foi obrigado a assinar um acordo que resolvia uma crise trabalhista com a caneta do presidente. Putin fez questão de resolver a questão pessoalmente.[259]

### Avaliações e pesquisas
Sua popularidade subiu de 31% em agosto de 1999 para 80% em Novembro de 1999, e nunca caiu para menos de 65% durante sua primeira presidência.
Observadores veem as altas taxas de aprovação de Putin como uma consequência das significantes melhoras no padrão de vida e a reinserção da Rússia no cenário mundial, ocorrida durante sua presidência. A popularidade de Putin pode ser, também, um reflexo da televisão estatal ou controlada pelo estado.
Uma pesquisa conduzida pelo World Public Opinion nos Estados Unidos e pelo Levada Centre na Rússia no período de Junho/Julho de 2006 mostrou que "nem os russos nem os americanos acreditam que a Rússia é governada com um alinhamento anti-democrático" e que "os russos geralmente apoiam a concentração de poder político e apoiam fortemente a estatização das indústrias de gás e petróleo da Rússia".
Em 2007, segundo as pesquisas do Levada Center, 48 por cento da população pensava que os níveis de roubo e corrupção se mantinham aproximadamente os mesmos, tanto sob Yeltsin como sob Putin.

## Obras
- Putin V.V. Стратегическое планирование воспроизводства минерально-сырьевой базы региона в условиях формирования рыночных отношений (Санкт-Петербург и Ленинградская область) Arquivado em 7 de dezembro de  2012, no Wayback Machine.: dissertação de doutorado em Economia — São Petersburgo, 1997. — 218 с.
- Putin V.V. Россия на рубеже тысячелетий - Nezavisimaya Gazeta. — 1999. — 30 de dezembro.
- Putin V.V. Россия сосредотачивается — вызовы, на которые мы должны ответить - Izvestia. — 2012. — 16 de janeiro.
- Putin V.V. Россия: национальный вопрос - Nezavisimaya Gazeta. — 2012. — 23 de janeiro.
- Putin V.V. О наших экономических задачах - Vedomosti. — 2012. — 30 de janeiro. — № 15(3029)
- Putin V.V. Демократия и качество государства - Kommersant. — 2012. — 6 de fevereiro. — № 20/П (4805)
- Putin V.V. Строительство справедливости. Социальная политика для России - Komsomolskaya Pravda. — 2012. — 13 de fevereiro.
- Putin V.V. Быть сильными: гарантии национальной безопасности для России - Rossiyskaya Gazeta. — 2012. — 20 de fevereiro. — № 35(5708)